# Amazonka (szachy)
|   | a | b | c | d | e | f | g | h |   |
| 8 | c8 – Czarne kółko · g8 – Czarne kółko · c7 – Czarne kółko · f7 – Czarne kółko · a6 – Czarne kółko · b6 – Czarny krzyżyk · c6 – Czarne kółko · d6 – Czarny krzyżyk · e6 – Czarne kółko · a5 – Czarny krzyżyk · b5 – Czarne kółko · c5 – Czarne kółko · d5 – Czarne kółko · e5 – Czarny krzyżyk · a4 – Czarne kółko · b4 – Czarne kółko · c4 – Biały hetman · d4 – Czarne kółko · e4 – Czarne kółko · f4 – Czarne kółko · g4 – Czarne kółko · h4 – Czarne kółko · a3 – Czarny krzyżyk · b3 – Czarne kółko · c3 – Czarne kółko · d3 – Czarne kółko · e3 – Czarny krzyżyk · a2 – Czarne kółko · b2 – Czarny krzyżyk · c2 – Czarne kółko · d2 – Czarny krzyżyk · e2 – Czarne kółko · c1 – Czarne kółko · f1 – Czarne kółko | c8 – Czarne kółko · g8 – Czarne kółko · c7 – Czarne kółko · f7 – Czarne kółko · a6 – Czarne kółko · b6 – Czarny krzyżyk · c6 – Czarne kółko · d6 – Czarny krzyżyk · e6 – Czarne kółko · a5 – Czarny krzyżyk · b5 – Czarne kółko · c5 – Czarne kółko · d5 – Czarne kółko · e5 – Czarny krzyżyk · a4 – Czarne kółko · b4 – Czarne kółko · c4 – Biały hetman · d4 – Czarne kółko · e4 – Czarne kółko · f4 – Czarne kółko · g4 – Czarne kółko · h4 – Czarne kółko · a3 – Czarny krzyżyk · b3 – Czarne kółko · c3 – Czarne kółko · d3 – Czarne kółko · e3 – Czarny krzyżyk · a2 – Czarne kółko · b2 – Czarny krzyżyk · c2 – Czarne kółko · d2 – Czarny krzyżyk · e2 – Czarne kółko · c1 – Czarne kółko · f1 – Czarne kółko | c8 – Czarne kółko · g8 – Czarne kółko · c7 – Czarne kółko · f7 – Czarne kółko · a6 – Czarne kółko · b6 – Czarny krzyżyk · c6 – Czarne kółko · d6 – Czarny krzyżyk · e6 – Czarne kółko · a5 – Czarny krzyżyk · b5 – Czarne kółko · c5 – Czarne kółko · d5 – Czarne kółko · e5 – Czarny krzyżyk · a4 – Czarne kółko · b4 – Czarne kółko · c4 – Biały hetman · d4 – Czarne kółko · e4 – Czarne kółko · f4 – Czarne kółko · g4 – Czarne kółko · h4 – Czarne kółko · a3 – Czarny krzyżyk · b3 – Czarne kółko · c3 – Czarne kółko · d3 – Czarne kółko · e3 – Czarny krzyżyk · a2 – Czarne kółko · b2 – Czarny krzyżyk · c2 – Czarne kółko · d2 – Czarny krzyżyk · e2 – Czarne kółko · c1 – Czarne kółko · f1 – Czarne kółko | c8 – Czarne kółko · g8 – Czarne kółko · c7 – Czarne kółko · f7 – Czarne kółko · a6 – Czarne kółko · b6 – Czarny krzyżyk · c6 – Czarne kółko · d6 – Czarny krzyżyk · e6 – Czarne kółko · a5 – Czarny krzyżyk · b5 – Czarne kółko · c5 – Czarne kółko · d5 – Czarne kółko · e5 – Czarny krzyżyk · a4 – Czarne kółko · b4 – Czarne kółko · c4 – Biały hetman · d4 – Czarne kółko · e4 – Czarne kółko · f4 – Czarne kółko · g4 – Czarne kółko · h4 – Czarne kółko · a3 – Czarny krzyżyk · b3 – Czarne kółko · c3 – Czarne kółko · d3 – Czarne kółko · e3 – Czarny krzyżyk · a2 – Czarne kółko · b2 – Czarny krzyżyk · c2 – Czarne kółko · d2 – Czarny krzyżyk · e2 – Czarne kółko · c1 – Czarne kółko · f1 – Czarne kółko | c8 – Czarne kółko · g8 – Czarne kółko · c7 – Czarne kółko · f7 – Czarne kółko · a6 – Czarne kółko · b6 – Czarny krzyżyk · c6 – Czarne kółko · d6 – Czarny krzyżyk · e6 – Czarne kółko · a5 – Czarny krzyżyk · b5 – Czarne kółko · c5 – Czarne kółko · d5 – Czarne kółko · e5 – Czarny krzyżyk · a4 – Czarne kółko · b4 – Czarne kółko · c4 – Biały hetman · d4 – Czarne kółko · e4 – Czarne kółko · f4 – Czarne kółko · g4 – Czarne kółko · h4 – Czarne kółko · a3 – Czarny krzyżyk · b3 – Czarne kółko · c3 – Czarne kółko · d3 – Czarne kółko · e3 – Czarny krzyżyk · a2 – Czarne kółko · b2 – Czarny krzyżyk · c2 – Czarne kółko · d2 – Czarny krzyżyk · e2 – Czarne kółko · c1 – Czarne kółko · f1 – Czarne kółko | c8 – Czarne kółko · g8 – Czarne kółko · c7 – Czarne kółko · f7 – Czarne kółko · a6 – Czarne kółko · b6 – Czarny krzyżyk · c6 – Czarne kółko · d6 – Czarny krzyżyk · e6 – Czarne kółko · a5 – Czarny krzyżyk · b5 – Czarne kółko · c5 – Czarne kółko · d5 – Czarne kółko · e5 – Czarny krzyżyk · a4 – Czarne kółko · b4 – Czarne kółko · c4 – Biały hetman · d4 – Czarne kółko · e4 – Czarne kółko · f4 – Czarne kółko · g4 – Czarne kółko · h4 – Czarne kółko · a3 – Czarny krzyżyk · b3 – Czarne kółko · c3 – Czarne kółko · d3 – Czarne kółko · e3 – Czarny krzyżyk · a2 – Czarne kółko · b2 – Czarny krzyżyk · c2 – Czarne kółko · d2 – Czarny krzyżyk · e2 – Czarne kółko · c1 – Czarne kółko · f1 – Czarne kółko | c8 – Czarne kółko · g8 – Czarne kółko · c7 – Czarne kółko · f7 – Czarne kółko · a6 – Czarne kółko · b6 – Czarny krzyżyk · c6 – Czarne kółko · d6 – Czarny krzyżyk · e6 – Czarne kółko · a5 – Czarny krzyżyk · b5 – Czarne kółko · c5 – Czarne kółko · d5 – Czarne kółko · e5 – Czarny krzyżyk · a4 – Czarne kółko · b4 – Czarne kółko · c4 – Biały hetman · d4 – Czarne kółko · e4 – Czarne kółko · f4 – Czarne kółko · g4 – Czarne kółko · h4 – Czarne kółko · a3 – Czarny krzyżyk · b3 – Czarne kółko · c3 – Czarne kółko · d3 – Czarne kółko · e3 – Czarny krzyżyk · a2 – Czarne kółko · b2 – Czarny krzyżyk · c2 – Czarne kółko · d2 – Czarny krzyżyk · e2 – Czarne kółko · c1 – Czarne kółko · f1 – Czarne kółko | c8 – Czarne kółko · g8 – Czarne kółko · c7 – Czarne kółko · f7 – Czarne kółko · a6 – Czarne kółko · b6 – Czarny krzyżyk · c6 – Czarne kółko · d6 – Czarny krzyżyk · e6 – Czarne kółko · a5 – Czarny krzyżyk · b5 – Czarne kółko · c5 – Czarne kółko · d5 – Czarne kółko · e5 – Czarny krzyżyk · a4 – Czarne kółko · b4 – Czarne kółko · c4 – Biały hetman · d4 – Czarne kółko · e4 – Czarne kółko · f4 – Czarne kółko · g4 – Czarne kółko · h4 – Czarne kółko · a3 – Czarny krzyżyk · b3 – Czarne kółko · c3 – Czarne kółko · d3 – Czarne kółko · e3 – Czarny krzyżyk · a2 – Czarne kółko · b2 – Czarny krzyżyk · c2 – Czarne kółko · d2 – Czarny krzyżyk · e2 – Czarne kółko · c1 – Czarne kółko · f1 – Czarne kółko | 8 |
| 7 | c8 – Czarne kółko · g8 – Czarne kółko · c7 – Czarne kółko · f7 – Czarne kółko · a6 – Czarne kółko · b6 – Czarny krzyżyk · c6 – Czarne kółko · d6 – Czarny krzyżyk · e6 – Czarne kółko · a5 – Czarny krzyżyk · b5 – Czarne kółko · c5 – Czarne kółko · d5 – Czarne kółko · e5 – Czarny krzyżyk · a4 – Czarne kółko · b4 – Czarne kółko · c4 – Biały hetman · d4 – Czarne kółko · e4 – Czarne kółko · f4 – Czarne kółko · g4 – Czarne kółko · h4 – Czarne kółko · a3 – Czarny krzyżyk · b3 – Czarne kółko · c3 – Czarne kółko · d3 – Czarne kółko · e3 – Czarny krzyżyk · a2 – Czarne kółko · b2 – Czarny krzyżyk · c2 – Czarne kółko · d2 – Czarny krzyżyk · e2 – Czarne kółko · c1 – Czarne kółko · f1 – Czarne kółko | c8 – Czarne kółko · g8 – Czarne kółko · c7 – Czarne kółko · f7 – Czarne kółko · a6 – Czarne kółko · b6 – Czarny krzyżyk · c6 – Czarne kółko · d6 – Czarny krzyżyk · e6 – Czarne kółko · a5 – Czarny krzyżyk · b5 – Czarne kółko · c5 – Czarne kółko · d5 – Czarne kółko · e5 – Czarny krzyżyk · a4 – Czarne kółko · b4 – Czarne kółko · c4 – Biały hetman · d4 – Czarne kółko · e4 – Czarne kółko · f4 – Czarne kółko · g4 – Czarne kółko · h4 – Czarne kółko · a3 – Czarny krzyżyk · b3 – Czarne kółko · c3 – Czarne kółko · d3 – Czarne kółko · e3 – Czarny krzyżyk · a2 – Czarne kółko · b2 – Czarny krzyżyk · c2 – Czarne kółko · d2 – Czarny krzyżyk · e2 – Czarne kółko · c1 – Czarne kółko · f1 – Czarne kółko | c8 – Czarne kółko · g8 – Czarne kółko · c7 – Czarne kółko · f7 – Czarne kółko · a6 – Czarne kółko · b6 – Czarny krzyżyk · c6 – Czarne kółko · d6 – Czarny krzyżyk · e6 – Czarne kółko · a5 – Czarny krzyżyk · b5 – Czarne kółko · c5 – Czarne kółko · d5 – Czarne kółko · e5 – Czarny krzyżyk · a4 – Czarne kółko · b4 – Czarne kółko · c4 – Biały hetman · d4 – Czarne kółko · e4 – Czarne kółko · f4 – Czarne kółko · g4 – Czarne kółko · h4 – Czarne kółko · a3 – Czarny krzyżyk · b3 – Czarne kółko · c3 – Czarne kółko · d3 – Czarne kółko · e3 – Czarny krzyżyk · a2 – Czarne kółko · b2 – Czarny krzyżyk · c2 – Czarne kółko · d2 – Czarny krzyżyk · e2 – Czarne kółko · c1 – Czarne kółko · f1 – Czarne kółko | c8 – Czarne kółko · g8 – Czarne kółko · c7 – Czarne kółko · f7 – Czarne kółko · a6 – Czarne kółko · b6 – Czarny krzyżyk · c6 – Czarne kółko · d6 – Czarny krzyżyk · e6 – Czarne kółko · a5 – Czarny krzyżyk · b5 – Czarne kółko · c5 – Czarne kółko · d5 – Czarne kółko · e5 – Czarny krzyżyk · a4 – Czarne kółko · b4 – Czarne kółko · c4 – Biały hetman · d4 – Czarne kółko · e4 – Czarne kółko · f4 – Czarne kółko · g4 – Czarne kółko · h4 – Czarne kółko · a3 – Czarny krzyżyk · b3 – Czarne kółko · c3 – Czarne kółko · d3 – Czarne kółko · e3 – Czarny krzyżyk · a2 – Czarne kółko · b2 – Czarny krzyżyk · c2 – Czarne kółko · d2 – Czarny krzyżyk · e2 – Czarne kółko · c1 – Czarne kółko · f1 – Czarne kółko | c8 – Czarne kółko · g8 – Czarne kółko · c7 – Czarne kółko · f7 – Czarne kółko · a6 – Czarne kółko · b6 – Czarny krzyżyk · c6 – Czarne kółko · d6 – Czarny krzyżyk · e6 – Czarne kółko · a5 – Czarny krzyżyk · b5 – Czarne kółko · c5 – Czarne kółko · d5 – Czarne kółko · e5 – Czarny krzyżyk · a4 – Czarne kółko · b4 – Czarne kółko · c4 – Biały hetman · d4 – Czarne kółko · e4 – Czarne kółko · f4 – Czarne kółko · g4 – Czarne kółko · h4 – Czarne kółko · a3 – Czarny krzyżyk · b3 – Czarne kółko · c3 – Czarne kółko · d3 – Czarne kółko · e3 – Czarny krzyżyk · a2 – Czarne kółko · b2 – Czarny krzyżyk · c2 – Czarne kółko · d2 – Czarny krzyżyk · e2 – Czarne kółko · c1 – Czarne kółko · f1 – Czarne kółko | c8 – Czarne kółko · g8 – Czarne kółko · c7 – Czarne kółko · f7 – Czarne kółko · a6 – Czarne kółko · b6 – Czarny krzyżyk · c6 – Czarne kółko · d6 – Czarny krzyżyk · e6 – Czarne kółko · a5 – Czarny krzyżyk · b5 – Czarne kółko · c5 – Czarne kółko · d5 – Czarne kółko · e5 – Czarny krzyżyk · a4 – Czarne kółko · b4 – Czarne kółko · c4 – Biały hetman · d4 – Czarne kółko · e4 – Czarne kółko · f4 – Czarne kółko · g4 – Czarne kółko · h4 – Czarne kółko · a3 – Czarny krzyżyk · b3 – Czarne kółko · c3 – Czarne kółko · d3 – Czarne kółko · e3 – Czarny krzyżyk · a2 – Czarne kółko · b2 – Czarny krzyżyk · c2 – Czarne kółko · d2 – Czarny krzyżyk · e2 – Czarne kółko · c1 – Czarne kółko · f1 – Czarne kółko | c8 – Czarne kółko · g8 – Czarne kółko · c7 – Czarne kółko · f7 – Czarne kółko · a6 – Czarne kółko · b6 – Czarny krzyżyk · c6 – Czarne kółko · d6 – Czarny krzyżyk · e6 – Czarne kółko · a5 – Czarny krzyżyk · b5 – Czarne kółko · c5 – Czarne kółko · d5 – Czarne kółko · e5 – Czarny krzyżyk · a4 – Czarne kółko · b4 – Czarne kółko · c4 – Biały hetman · d4 – Czarne kółko · e4 – Czarne kółko · f4 – Czarne kółko · g4 – Czarne kółko · h4 – Czarne kółko · a3 – Czarny krzyżyk · b3 – Czarne kółko · c3 – Czarne kółko · d3 – Czarne kółko · e3 – Czarny krzyżyk · a2 – Czarne kółko · b2 – Czarny krzyżyk · c2 – Czarne kółko · d2 – Czarny krzyżyk · e2 – Czarne kółko · c1 – Czarne kółko · f1 – Czarne kółko | c8 – Czarne kółko · g8 – Czarne kółko · c7 – Czarne kółko · f7 – Czarne kółko · a6 – Czarne kółko · b6 – Czarny krzyżyk · c6 – Czarne kółko · d6 – Czarny krzyżyk · e6 – Czarne kółko · a5 – Czarny krzyżyk · b5 – Czarne kółko · c5 – Czarne kółko · d5 – Czarne kółko · e5 – Czarny krzyżyk · a4 – Czarne kółko · b4 – Czarne kółko · c4 – Biały hetman · d4 – Czarne kółko · e4 – Czarne kółko · f4 – Czarne kółko · g4 – Czarne kółko · h4 – Czarne kółko · a3 – Czarny krzyżyk · b3 – Czarne kółko · c3 – Czarne kółko · d3 – Czarne kółko · e3 – Czarny krzyżyk · a2 – Czarne kółko · b2 – Czarny krzyżyk · c2 – Czarne kółko · d2 – Czarny krzyżyk · e2 – Czarne kółko · c1 – Czarne kółko · f1 – Czarne kółko | 7 |
| 6 | c8 – Czarne kółko · g8 – Czarne kółko · c7 – Czarne kółko · f7 – Czarne kółko · a6 – Czarne kółko · b6 – Czarny krzyżyk · c6 – Czarne kółko · d6 – Czarny krzyżyk · e6 – Czarne kółko · a5 – Czarny krzyżyk · b5 – Czarne kółko · c5 – Czarne kółko · d5 – Czarne kółko · e5 – Czarny krzyżyk · a4 – Czarne kółko · b4 – Czarne kółko · c4 – Biały hetman · d4 – Czarne kółko · e4 – Czarne kółko · f4 – Czarne kółko · g4 – Czarne kółko · h4 – Czarne kółko · a3 – Czarny krzyżyk · b3 – Czarne kółko · c3 – Czarne kółko · d3 – Czarne kółko · e3 – Czarny krzyżyk · a2 – Czarne kółko · b2 – Czarny krzyżyk · c2 – Czarne kółko · d2 – Czarny krzyżyk · e2 – Czarne kółko · c1 – Czarne kółko · f1 – Czarne kółko | c8 – Czarne kółko · g8 – Czarne kółko · c7 – Czarne kółko · f7 – Czarne kółko · a6 – Czarne kółko · b6 – Czarny krzyżyk · c6 – Czarne kółko · d6 – Czarny krzyżyk · e6 – Czarne kółko · a5 – Czarny krzyżyk · b5 – Czarne kółko · c5 – Czarne kółko · d5 – Czarne kółko · e5 – Czarny krzyżyk · a4 – Czarne kółko · b4 – Czarne kółko · c4 – Biały hetman · d4 – Czarne kółko · e4 – Czarne kółko · f4 – Czarne kółko · g4 – Czarne kółko · h4 – Czarne kółko · a3 – Czarny krzyżyk · b3 – Czarne kółko · c3 – Czarne kółko · d3 – Czarne kółko · e3 – Czarny krzyżyk · a2 – Czarne kółko · b2 – Czarny krzyżyk · c2 – Czarne kółko · d2 – Czarny krzyżyk · e2 – Czarne kółko · c1 – Czarne kółko · f1 – Czarne kółko | c8 – Czarne kółko · g8 – Czarne kółko · c7 – Czarne kółko · f7 – Czarne kółko · a6 – Czarne kółko · b6 – Czarny krzyżyk · c6 – Czarne kółko · d6 – Czarny krzyżyk · e6 – Czarne kółko · a5 – Czarny krzyżyk · b5 – Czarne kółko · c5 – Czarne kółko · d5 – Czarne kółko · e5 – Czarny krzyżyk · a4 – Czarne kółko · b4 – Czarne kółko · c4 – Biały hetman · d4 – Czarne kółko · e4 – Czarne kółko · f4 – Czarne kółko · g4 – Czarne kółko · h4 – Czarne kółko · a3 – Czarny krzyżyk · b3 – Czarne kółko · c3 – Czarne kółko · d3 – Czarne kółko · e3 – Czarny krzyżyk · a2 – Czarne kółko · b2 – Czarny krzyżyk · c2 – Czarne kółko · d2 – Czarny krzyżyk · e2 – Czarne kółko · c1 – Czarne kółko · f1 – Czarne kółko | c8 – Czarne kółko · g8 – Czarne kółko · c7 – Czarne kółko · f7 – Czarne kółko · a6 – Czarne kółko · b6 – Czarny krzyżyk · c6 – Czarne kółko · d6 – Czarny krzyżyk · e6 – Czarne kółko · a5 – Czarny krzyżyk · b5 – Czarne kółko · c5 – Czarne kółko · d5 – Czarne kółko · e5 – Czarny krzyżyk · a4 – Czarne kółko · b4 – Czarne kółko · c4 – Biały hetman · d4 – Czarne kółko · e4 – Czarne kółko · f4 – Czarne kółko · g4 – Czarne kółko · h4 – Czarne kółko · a3 – Czarny krzyżyk · b3 – Czarne kółko · c3 – Czarne kółko · d3 – Czarne kółko · e3 – Czarny krzyżyk · a2 – Czarne kółko · b2 – Czarny krzyżyk · c2 – Czarne kółko · d2 – Czarny krzyżyk · e2 – Czarne kółko · c1 – Czarne kółko · f1 – Czarne kółko | c8 – Czarne kółko · g8 – Czarne kółko · c7 – Czarne kółko · f7 – Czarne kółko · a6 – Czarne kółko · b6 – Czarny krzyżyk · c6 – Czarne kółko · d6 – Czarny krzyżyk · e6 – Czarne kółko · a5 – Czarny krzyżyk · b5 – Czarne kółko · c5 – Czarne kółko · d5 – Czarne kółko · e5 – Czarny krzyżyk · a4 – Czarne kółko · b4 – Czarne kółko · c4 – Biały hetman · d4 – Czarne kółko · e4 – Czarne kółko · f4 – Czarne kółko · g4 – Czarne kółko · h4 – Czarne kółko · a3 – Czarny krzyżyk · b3 – Czarne kółko · c3 – Czarne kółko · d3 – Czarne kółko · e3 – Czarny krzyżyk · a2 – Czarne kółko · b2 – Czarny krzyżyk · c2 – Czarne kółko · d2 – Czarny krzyżyk · e2 – Czarne kółko · c1 – Czarne kółko · f1 – Czarne kółko | c8 – Czarne kółko · g8 – Czarne kółko · c7 – Czarne kółko · f7 – Czarne kółko · a6 – Czarne kółko · b6 – Czarny krzyżyk · c6 – Czarne kółko · d6 – Czarny krzyżyk · e6 – Czarne kółko · a5 – Czarny krzyżyk · b5 – Czarne kółko · c5 – Czarne kółko · d5 – Czarne kółko · e5 – Czarny krzyżyk · a4 – Czarne kółko · b4 – Czarne kółko · c4 – Biały hetman · d4 – Czarne kółko · e4 – Czarne kółko · f4 – Czarne kółko · g4 – Czarne kółko · h4 – Czarne kółko · a3 – Czarny krzyżyk · b3 – Czarne kółko · c3 – Czarne kółko · d3 – Czarne kółko · e3 – Czarny krzyżyk · a2 – Czarne kółko · b2 – Czarny krzyżyk · c2 – Czarne kółko · d2 – Czarny krzyżyk · e2 – Czarne kółko · c1 – Czarne kółko · f1 – Czarne kółko | c8 – Czarne kółko · g8 – Czarne kółko · c7 – Czarne kółko · f7 – Czarne kółko · a6 – Czarne kółko · b6 – Czarny krzyżyk · c6 – Czarne kółko · d6 – Czarny krzyżyk · e6 – Czarne kółko · a5 – Czarny krzyżyk · b5 – Czarne kółko · c5 – Czarne kółko · d5 – Czarne kółko · e5 – Czarny krzyżyk · a4 – Czarne kółko · b4 – Czarne kółko · c4 – Biały hetman · d4 – Czarne kółko · e4 – Czarne kółko · f4 – Czarne kółko · g4 – Czarne kółko · h4 – Czarne kółko · a3 – Czarny krzyżyk · b3 – Czarne kółko · c3 – Czarne kółko · d3 – Czarne kółko · e3 – Czarny krzyżyk · a2 – Czarne kółko · b2 – Czarny krzyżyk · c2 – Czarne kółko · d2 – Czarny krzyżyk · e2 – Czarne kółko · c1 – Czarne kółko · f1 – Czarne kółko | c8 – Czarne kółko · g8 – Czarne kółko · c7 – Czarne kółko · f7 – Czarne kółko · a6 – Czarne kółko · b6 – Czarny krzyżyk · c6 – Czarne kółko · d6 – Czarny krzyżyk · e6 – Czarne kółko · a5 – Czarny krzyżyk · b5 – Czarne kółko · c5 – Czarne kółko · d5 – Czarne kółko · e5 – Czarny krzyżyk · a4 – Czarne kółko · b4 – Czarne kółko · c4 – Biały hetman · d4 – Czarne kółko · e4 – Czarne kółko · f4 – Czarne kółko · g4 – Czarne kółko · h4 – Czarne kółko · a3 – Czarny krzyżyk · b3 – Czarne kółko · c3 – Czarne kółko · d3 – Czarne kółko · e3 – Czarny krzyżyk · a2 – Czarne kółko · b2 – Czarny krzyżyk · c2 – Czarne kółko · d2 – Czarny krzyżyk · e2 – Czarne kółko · c1 – Czarne kółko · f1 – Czarne kółko | 6 |
| 5 | c8 – Czarne kółko · g8 – Czarne kółko · c7 – Czarne kółko · f7 – Czarne kółko · a6 – Czarne kółko · b6 – Czarny krzyżyk · c6 – Czarne kółko · d6 – Czarny krzyżyk · e6 – Czarne kółko · a5 – Czarny krzyżyk · b5 – Czarne kółko · c5 – Czarne kółko · d5 – Czarne kółko · e5 – Czarny krzyżyk · a4 – Czarne kółko · b4 – Czarne kółko · c4 – Biały hetman · d4 – Czarne kółko · e4 – Czarne kółko · f4 – Czarne kółko · g4 – Czarne kółko · h4 – Czarne kółko · a3 – Czarny krzyżyk · b3 – Czarne kółko · c3 – Czarne kółko · d3 – Czarne kółko · e3 – Czarny krzyżyk · a2 – Czarne kółko · b2 – Czarny krzyżyk · c2 – Czarne kółko · d2 – Czarny krzyżyk · e2 – Czarne kółko · c1 – Czarne kółko · f1 – Czarne kółko | c8 – Czarne kółko · g8 – Czarne kółko · c7 – Czarne kółko · f7 – Czarne kółko · a6 – Czarne kółko · b6 – Czarny krzyżyk · c6 – Czarne kółko · d6 – Czarny krzyżyk · e6 – Czarne kółko · a5 – Czarny krzyżyk · b5 – Czarne kółko · c5 – Czarne kółko · d5 – Czarne kółko · e5 – Czarny krzyżyk · a4 – Czarne kółko · b4 – Czarne kółko · c4 – Biały hetman · d4 – Czarne kółko · e4 – Czarne kółko · f4 – Czarne kółko · g4 – Czarne kółko · h4 – Czarne kółko · a3 – Czarny krzyżyk · b3 – Czarne kółko · c3 – Czarne kółko · d3 – Czarne kółko · e3 – Czarny krzyżyk · a2 – Czarne kółko · b2 – Czarny krzyżyk · c2 – Czarne kółko · d2 – Czarny krzyżyk · e2 – Czarne kółko · c1 – Czarne kółko · f1 – Czarne kółko | c8 – Czarne kółko · g8 – Czarne kółko · c7 – Czarne kółko · f7 – Czarne kółko · a6 – Czarne kółko · b6 – Czarny krzyżyk · c6 – Czarne kółko · d6 – Czarny krzyżyk · e6 – Czarne kółko · a5 – Czarny krzyżyk · b5 – Czarne kółko · c5 – Czarne kółko · d5 – Czarne kółko · e5 – Czarny krzyżyk · a4 – Czarne kółko · b4 – Czarne kółko · c4 – Biały hetman · d4 – Czarne kółko · e4 – Czarne kółko · f4 – Czarne kółko · g4 – Czarne kółko · h4 – Czarne kółko · a3 – Czarny krzyżyk · b3 – Czarne kółko · c3 – Czarne kółko · d3 – Czarne kółko · e3 – Czarny krzyżyk · a2 – Czarne kółko · b2 – Czarny krzyżyk · c2 – Czarne kółko · d2 – Czarny krzyżyk · e2 – Czarne kółko · c1 – Czarne kółko · f1 – Czarne kółko | c8 – Czarne kółko · g8 – Czarne kółko · c7 – Czarne kółko · f7 – Czarne kółko · a6 – Czarne kółko · b6 – Czarny krzyżyk · c6 – Czarne kółko · d6 – Czarny krzyżyk · e6 – Czarne kółko · a5 – Czarny krzyżyk · b5 – Czarne kółko · c5 – Czarne kółko · d5 – Czarne kółko · e5 – Czarny krzyżyk · a4 – Czarne kółko · b4 – Czarne kółko · c4 – Biały hetman · d4 – Czarne kółko · e4 – Czarne kółko · f4 – Czarne kółko · g4 – Czarne kółko · h4 – Czarne kółko · a3 – Czarny krzyżyk · b3 – Czarne kółko · c3 – Czarne kółko · d3 – Czarne kółko · e3 – Czarny krzyżyk · a2 – Czarne kółko · b2 – Czarny krzyżyk · c2 – Czarne kółko · d2 – Czarny krzyżyk · e2 – Czarne kółko · c1 – Czarne kółko · f1 – Czarne kółko | c8 – Czarne kółko · g8 – Czarne kółko · c7 – Czarne kółko · f7 – Czarne kółko · a6 – Czarne kółko · b6 – Czarny krzyżyk · c6 – Czarne kółko · d6 – Czarny krzyżyk · e6 – Czarne kółko · a5 – Czarny krzyżyk · b5 – Czarne kółko · c5 – Czarne kółko · d5 – Czarne kółko · e5 – Czarny krzyżyk · a4 – Czarne kółko · b4 – Czarne kółko · c4 – Biały hetman · d4 – Czarne kółko · e4 – Czarne kółko · f4 – Czarne kółko · g4 – Czarne kółko · h4 – Czarne kółko · a3 – Czarny krzyżyk · b3 – Czarne kółko · c3 – Czarne kółko · d3 – Czarne kółko · e3 – Czarny krzyżyk · a2 – Czarne kółko · b2 – Czarny krzyżyk · c2 – Czarne kółko · d2 – Czarny krzyżyk · e2 – Czarne kółko · c1 – Czarne kółko · f1 – Czarne kółko | c8 – Czarne kółko · g8 – Czarne kółko · c7 – Czarne kółko · f7 – Czarne kółko · a6 – Czarne kółko · b6 – Czarny krzyżyk · c6 – Czarne kółko · d6 – Czarny krzyżyk · e6 – Czarne kółko · a5 – Czarny krzyżyk · b5 – Czarne kółko · c5 – Czarne kółko · d5 – Czarne kółko · e5 – Czarny krzyżyk · a4 – Czarne kółko · b4 – Czarne kółko · c4 – Biały hetman · d4 – Czarne kółko · e4 – Czarne kółko · f4 – Czarne kółko · g4 – Czarne kółko · h4 – Czarne kółko · a3 – Czarny krzyżyk · b3 – Czarne kółko · c3 – Czarne kółko · d3 – Czarne kółko · e3 – Czarny krzyżyk · a2 – Czarne kółko · b2 – Czarny krzyżyk · c2 – Czarne kółko · d2 – Czarny krzyżyk · e2 – Czarne kółko · c1 – Czarne kółko · f1 – Czarne kółko | c8 – Czarne kółko · g8 – Czarne kółko · c7 – Czarne kółko · f7 – Czarne kółko · a6 – Czarne kółko · b6 – Czarny krzyżyk · c6 – Czarne kółko · d6 – Czarny krzyżyk · e6 – Czarne kółko · a5 – Czarny krzyżyk · b5 – Czarne kółko · c5 – Czarne kółko · d5 – Czarne kółko · e5 – Czarny krzyżyk · a4 – Czarne kółko · b4 – Czarne kółko · c4 – Biały hetman · d4 – Czarne kółko · e4 – Czarne kółko · f4 – Czarne kółko · g4 – Czarne kółko · h4 – Czarne kółko · a3 – Czarny krzyżyk · b3 – Czarne kółko · c3 – Czarne kółko · d3 – Czarne kółko · e3 – Czarny krzyżyk · a2 – Czarne kółko · b2 – Czarny krzyżyk · c2 – Czarne kółko · d2 – Czarny krzyżyk · e2 – Czarne kółko · c1 – Czarne kółko · f1 – Czarne kółko | c8 – Czarne kółko · g8 – Czarne kółko · c7 – Czarne kółko · f7 – Czarne kółko · a6 – Czarne kółko · b6 – Czarny krzyżyk · c6 – Czarne kółko · d6 – Czarny krzyżyk · e6 – Czarne kółko · a5 – Czarny krzyżyk · b5 – Czarne kółko · c5 – Czarne kółko · d5 – Czarne kółko · e5 – Czarny krzyżyk · a4 – Czarne kółko · b4 – Czarne kółko · c4 – Biały hetman · d4 – Czarne kółko · e4 – Czarne kółko · f4 – Czarne kółko · g4 – Czarne kółko · h4 – Czarne kółko · a3 – Czarny krzyżyk · b3 – Czarne kółko · c3 – Czarne kółko · d3 – Czarne kółko · e3 – Czarny krzyżyk · a2 – Czarne kółko · b2 – Czarny krzyżyk · c2 – Czarne kółko · d2 – Czarny krzyżyk · e2 – Czarne kółko · c1 – Czarne kółko · f1 – Czarne kółko | 5 |
| 4 | c8 – Czarne kółko · g8 – Czarne kółko · c7 – Czarne kółko · f7 – Czarne kółko · a6 – Czarne kółko · b6 – Czarny krzyżyk · c6 – Czarne kółko · d6 – Czarny krzyżyk · e6 – Czarne kółko · a5 – Czarny krzyżyk · b5 – Czarne kółko · c5 – Czarne kółko · d5 – Czarne kółko · e5 – Czarny krzyżyk · a4 – Czarne kółko · b4 – Czarne kółko · c4 – Biały hetman · d4 – Czarne kółko · e4 – Czarne kółko · f4 – Czarne kółko · g4 – Czarne kółko · h4 – Czarne kółko · a3 – Czarny krzyżyk · b3 – Czarne kółko · c3 – Czarne kółko · d3 – Czarne kółko · e3 – Czarny krzyżyk · a2 – Czarne kółko · b2 – Czarny krzyżyk · c2 – Czarne kółko · d2 – Czarny krzyżyk · e2 – Czarne kółko · c1 – Czarne kółko · f1 – Czarne kółko | c8 – Czarne kółko · g8 – Czarne kółko · c7 – Czarne kółko · f7 – Czarne kółko · a6 – Czarne kółko · b6 – Czarny krzyżyk · c6 – Czarne kółko · d6 – Czarny krzyżyk · e6 – Czarne kółko · a5 – Czarny krzyżyk · b5 – Czarne kółko · c5 – Czarne kółko · d5 – Czarne kółko · e5 – Czarny krzyżyk · a4 – Czarne kółko · b4 – Czarne kółko · c4 – Biały hetman · d4 – Czarne kółko · e4 – Czarne kółko · f4 – Czarne kółko · g4 – Czarne kółko · h4 – Czarne kółko · a3 – Czarny krzyżyk · b3 – Czarne kółko · c3 – Czarne kółko · d3 – Czarne kółko · e3 – Czarny krzyżyk · a2 – Czarne kółko · b2 – Czarny krzyżyk · c2 – Czarne kółko · d2 – Czarny krzyżyk · e2 – Czarne kółko · c1 – Czarne kółko · f1 – Czarne kółko | c8 – Czarne kółko · g8 – Czarne kółko · c7 – Czarne kółko · f7 – Czarne kółko · a6 – Czarne kółko · b6 – Czarny krzyżyk · c6 – Czarne kółko · d6 – Czarny krzyżyk · e6 – Czarne kółko · a5 – Czarny krzyżyk · b5 – Czarne kółko · c5 – Czarne kółko · d5 – Czarne kółko · e5 – Czarny krzyżyk · a4 – Czarne kółko · b4 – Czarne kółko · c4 – Biały hetman · d4 – Czarne kółko · e4 – Czarne kółko · f4 – Czarne kółko · g4 – Czarne kółko · h4 – Czarne kółko · a3 – Czarny krzyżyk · b3 – Czarne kółko · c3 – Czarne kółko · d3 – Czarne kółko · e3 – Czarny krzyżyk · a2 – Czarne kółko · b2 – Czarny krzyżyk · c2 – Czarne kółko · d2 – Czarny krzyżyk · e2 – Czarne kółko · c1 – Czarne kółko · f1 – Czarne kółko | c8 – Czarne kółko · g8 – Czarne kółko · c7 – Czarne kółko · f7 – Czarne kółko · a6 – Czarne kółko · b6 – Czarny krzyżyk · c6 – Czarne kółko · d6 – Czarny krzyżyk · e6 – Czarne kółko · a5 – Czarny krzyżyk · b5 – Czarne kółko · c5 – Czarne kółko · d5 – Czarne kółko · e5 – Czarny krzyżyk · a4 – Czarne kółko · b4 – Czarne kółko · c4 – Biały hetman · d4 – Czarne kółko · e4 – Czarne kółko · f4 – Czarne kółko · g4 – Czarne kółko · h4 – Czarne kółko · a3 – Czarny krzyżyk · b3 – Czarne kółko · c3 – Czarne kółko · d3 – Czarne kółko · e3 – Czarny krzyżyk · a2 – Czarne kółko · b2 – Czarny krzyżyk · c2 – Czarne kółko · d2 – Czarny krzyżyk · e2 – Czarne kółko · c1 – Czarne kółko · f1 – Czarne kółko | c8 – Czarne kółko · g8 – Czarne kółko · c7 – Czarne kółko · f7 – Czarne kółko · a6 – Czarne kółko · b6 – Czarny krzyżyk · c6 – Czarne kółko · d6 – Czarny krzyżyk · e6 – Czarne kółko · a5 – Czarny krzyżyk · b5 – Czarne kółko · c5 – Czarne kółko · d5 – Czarne kółko · e5 – Czarny krzyżyk · a4 – Czarne kółko · b4 – Czarne kółko · c4 – Biały hetman · d4 – Czarne kółko · e4 – Czarne kółko · f4 – Czarne kółko · g4 – Czarne kółko · h4 – Czarne kółko · a3 – Czarny krzyżyk · b3 – Czarne kółko · c3 – Czarne kółko · d3 – Czarne kółko · e3 – Czarny krzyżyk · a2 – Czarne kółko · b2 – Czarny krzyżyk · c2 – Czarne kółko · d2 – Czarny krzyżyk · e2 – Czarne kółko · c1 – Czarne kółko · f1 – Czarne kółko | c8 – Czarne kółko · g8 – Czarne kółko · c7 – Czarne kółko · f7 – Czarne kółko · a6 – Czarne kółko · b6 – Czarny krzyżyk · c6 – Czarne kółko · d6 – Czarny krzyżyk · e6 – Czarne kółko · a5 – Czarny krzyżyk · b5 – Czarne kółko · c5 – Czarne kółko · d5 – Czarne kółko · e5 – Czarny krzyżyk · a4 – Czarne kółko · b4 – Czarne kółko · c4 – Biały hetman · d4 – Czarne kółko · e4 – Czarne kółko · f4 – Czarne kółko · g4 – Czarne kółko · h4 – Czarne kółko · a3 – Czarny krzyżyk · b3 – Czarne kółko · c3 – Czarne kółko · d3 – Czarne kółko · e3 – Czarny krzyżyk · a2 – Czarne kółko · b2 – Czarny krzyżyk · c2 – Czarne kółko · d2 – Czarny krzyżyk · e2 – Czarne kółko · c1 – Czarne kółko · f1 – Czarne kółko | c8 – Czarne kółko · g8 – Czarne kółko · c7 – Czarne kółko · f7 – Czarne kółko · a6 – Czarne kółko · b6 – Czarny krzyżyk · c6 – Czarne kółko · d6 – Czarny krzyżyk · e6 – Czarne kółko · a5 – Czarny krzyżyk · b5 – Czarne kółko · c5 – Czarne kółko · d5 – Czarne kółko · e5 – Czarny krzyżyk · a4 – Czarne kółko · b4 – Czarne kółko · c4 – Biały hetman · d4 – Czarne kółko · e4 – Czarne kółko · f4 – Czarne kółko · g4 – Czarne kółko · h4 – Czarne kółko · a3 – Czarny krzyżyk · b3 – Czarne kółko · c3 – Czarne kółko · d3 – Czarne kółko · e3 – Czarny krzyżyk · a2 – Czarne kółko · b2 – Czarny krzyżyk · c2 – Czarne kółko · d2 – Czarny krzyżyk · e2 – Czarne kółko · c1 – Czarne kółko · f1 – Czarne kółko | c8 – Czarne kółko · g8 – Czarne kółko · c7 – Czarne kółko · f7 – Czarne kółko · a6 – Czarne kółko · b6 – Czarny krzyżyk · c6 – Czarne kółko · d6 – Czarny krzyżyk · e6 – Czarne kółko · a5 – Czarny krzyżyk · b5 – Czarne kółko · c5 – Czarne kółko · d5 – Czarne kółko · e5 – Czarny krzyżyk · a4 – Czarne kółko · b4 – Czarne kółko · c4 – Biały hetman · d4 – Czarne kółko · e4 – Czarne kółko · f4 – Czarne kółko · g4 – Czarne kółko · h4 – Czarne kółko · a3 – Czarny krzyżyk · b3 – Czarne kółko · c3 – Czarne kółko · d3 – Czarne kółko · e3 – Czarny krzyżyk · a2 – Czarne kółko · b2 – Czarny krzyżyk · c2 – Czarne kółko · d2 – Czarny krzyżyk · e2 – Czarne kółko · c1 – Czarne kółko · f1 – Czarne kółko | 4 |
| 3 | c8 – Czarne kółko · g8 – Czarne kółko · c7 – Czarne kółko · f7 – Czarne kółko · a6 – Czarne kółko · b6 – Czarny krzyżyk · c6 – Czarne kółko · d6 – Czarny krzyżyk · e6 – Czarne kółko · a5 – Czarny krzyżyk · b5 – Czarne kółko · c5 – Czarne kółko · d5 – Czarne kółko · e5 – Czarny krzyżyk · a4 – Czarne kółko · b4 – Czarne kółko · c4 – Biały hetman · d4 – Czarne kółko · e4 – Czarne kółko · f4 – Czarne kółko · g4 – Czarne kółko · h4 – Czarne kółko · a3 – Czarny krzyżyk · b3 – Czarne kółko · c3 – Czarne kółko · d3 – Czarne kółko · e3 – Czarny krzyżyk · a2 – Czarne kółko · b2 – Czarny krzyżyk · c2 – Czarne kółko · d2 – Czarny krzyżyk · e2 – Czarne kółko · c1 – Czarne kółko · f1 – Czarne kółko | c8 – Czarne kółko · g8 – Czarne kółko · c7 – Czarne kółko · f7 – Czarne kółko · a6 – Czarne kółko · b6 – Czarny krzyżyk · c6 – Czarne kółko · d6 – Czarny krzyżyk · e6 – Czarne kółko · a5 – Czarny krzyżyk · b5 – Czarne kółko · c5 – Czarne kółko · d5 – Czarne kółko · e5 – Czarny krzyżyk · a4 – Czarne kółko · b4 – Czarne kółko · c4 – Biały hetman · d4 – Czarne kółko · e4 – Czarne kółko · f4 – Czarne kółko · g4 – Czarne kółko · h4 – Czarne kółko · a3 – Czarny krzyżyk · b3 – Czarne kółko · c3 – Czarne kółko · d3 – Czarne kółko · e3 – Czarny krzyżyk · a2 – Czarne kółko · b2 – Czarny krzyżyk · c2 – Czarne kółko · d2 – Czarny krzyżyk · e2 – Czarne kółko · c1 – Czarne kółko · f1 – Czarne kółko | c8 – Czarne kółko · g8 – Czarne kółko · c7 – Czarne kółko · f7 – Czarne kółko · a6 – Czarne kółko · b6 – Czarny krzyżyk · c6 – Czarne kółko · d6 – Czarny krzyżyk · e6 – Czarne kółko · a5 – Czarny krzyżyk · b5 – Czarne kółko · c5 – Czarne kółko · d5 – Czarne kółko · e5 – Czarny krzyżyk · a4 – Czarne kółko · b4 – Czarne kółko · c4 – Biały hetman · d4 – Czarne kółko · e4 – Czarne kółko · f4 – Czarne kółko · g4 – Czarne kółko · h4 – Czarne kółko · a3 – Czarny krzyżyk · b3 – Czarne kółko · c3 – Czarne kółko · d3 – Czarne kółko · e3 – Czarny krzyżyk · a2 – Czarne kółko · b2 – Czarny krzyżyk · c2 – Czarne kółko · d2 – Czarny krzyżyk · e2 – Czarne kółko · c1 – Czarne kółko · f1 – Czarne kółko | c8 – Czarne kółko · g8 – Czarne kółko · c7 – Czarne kółko · f7 – Czarne kółko · a6 – Czarne kółko · b6 – Czarny krzyżyk · c6 – Czarne kółko · d6 – Czarny krzyżyk · e6 – Czarne kółko · a5 – Czarny krzyżyk · b5 – Czarne kółko · c5 – Czarne kółko · d5 – Czarne kółko · e5 – Czarny krzyżyk · a4 – Czarne kółko · b4 – Czarne kółko · c4 – Biały hetman · d4 – Czarne kółko · e4 – Czarne kółko · f4 – Czarne kółko · g4 – Czarne kółko · h4 – Czarne kółko · a3 – Czarny krzyżyk · b3 – Czarne kółko · c3 – Czarne kółko · d3 – Czarne kółko · e3 – Czarny krzyżyk · a2 – Czarne kółko · b2 – Czarny krzyżyk · c2 – Czarne kółko · d2 – Czarny krzyżyk · e2 – Czarne kółko · c1 – Czarne kółko · f1 – Czarne kółko | c8 – Czarne kółko · g8 – Czarne kółko · c7 – Czarne kółko · f7 – Czarne kółko · a6 – Czarne kółko · b6 – Czarny krzyżyk · c6 – Czarne kółko · d6 – Czarny krzyżyk · e6 – Czarne kółko · a5 – Czarny krzyżyk · b5 – Czarne kółko · c5 – Czarne kółko · d5 – Czarne kółko · e5 – Czarny krzyżyk · a4 – Czarne kółko · b4 – Czarne kółko · c4 – Biały hetman · d4 – Czarne kółko · e4 – Czarne kółko · f4 – Czarne kółko · g4 – Czarne kółko · h4 – Czarne kółko · a3 – Czarny krzyżyk · b3 – Czarne kółko · c3 – Czarne kółko · d3 – Czarne kółko · e3 – Czarny krzyżyk · a2 – Czarne kółko · b2 – Czarny krzyżyk · c2 – Czarne kółko · d2 – Czarny krzyżyk · e2 – Czarne kółko · c1 – Czarne kółko · f1 – Czarne kółko | c8 – Czarne kółko · g8 – Czarne kółko · c7 – Czarne kółko · f7 – Czarne kółko · a6 – Czarne kółko · b6 – Czarny krzyżyk · c6 – Czarne kółko · d6 – Czarny krzyżyk · e6 – Czarne kółko · a5 – Czarny krzyżyk · b5 – Czarne kółko · c5 – Czarne kółko · d5 – Czarne kółko · e5 – Czarny krzyżyk · a4 – Czarne kółko · b4 – Czarne kółko · c4 – Biały hetman · d4 – Czarne kółko · e4 – Czarne kółko · f4 – Czarne kółko · g4 – Czarne kółko · h4 – Czarne kółko · a3 – Czarny krzyżyk · b3 – Czarne kółko · c3 – Czarne kółko · d3 – Czarne kółko · e3 – Czarny krzyżyk · a2 – Czarne kółko · b2 – Czarny krzyżyk · c2 – Czarne kółko · d2 – Czarny krzyżyk · e2 – Czarne kółko · c1 – Czarne kółko · f1 – Czarne kółko | c8 – Czarne kółko · g8 – Czarne kółko · c7 – Czarne kółko · f7 – Czarne kółko · a6 – Czarne kółko · b6 – Czarny krzyżyk · c6 – Czarne kółko · d6 – Czarny krzyżyk · e6 – Czarne kółko · a5 – Czarny krzyżyk · b5 – Czarne kółko · c5 – Czarne kółko · d5 – Czarne kółko · e5 – Czarny krzyżyk · a4 – Czarne kółko · b4 – Czarne kółko · c4 – Biały hetman · d4 – Czarne kółko · e4 – Czarne kółko · f4 – Czarne kółko · g4 – Czarne kółko · h4 – Czarne kółko · a3 – Czarny krzyżyk · b3 – Czarne kółko · c3 – Czarne kółko · d3 – Czarne kółko · e3 – Czarny krzyżyk · a2 – Czarne kółko · b2 – Czarny krzyżyk · c2 – Czarne kółko · d2 – Czarny krzyżyk · e2 – Czarne kółko · c1 – Czarne kółko · f1 – Czarne kółko | c8 – Czarne kółko · g8 – Czarne kółko · c7 – Czarne kółko · f7 – Czarne kółko · a6 – Czarne kółko · b6 – Czarny krzyżyk · c6 – Czarne kółko · d6 – Czarny krzyżyk · e6 – Czarne kółko · a5 – Czarny krzyżyk · b5 – Czarne kółko · c5 – Czarne kółko · d5 – Czarne kółko · e5 – Czarny krzyżyk · a4 – Czarne kółko · b4 – Czarne kółko · c4 – Biały hetman · d4 – Czarne kółko · e4 – Czarne kółko · f4 – Czarne kółko · g4 – Czarne kółko · h4 – Czarne kółko · a3 – Czarny krzyżyk · b3 – Czarne kółko · c3 – Czarne kółko · d3 – Czarne kółko · e3 – Czarny krzyżyk · a2 – Czarne kółko · b2 – Czarny krzyżyk · c2 – Czarne kółko · d2 – Czarny krzyżyk · e2 – Czarne kółko · c1 – Czarne kółko · f1 – Czarne kółko | 3 |
| 2 | c8 – Czarne kółko · g8 – Czarne kółko · c7 – Czarne kółko · f7 – Czarne kółko · a6 – Czarne kółko · b6 – Czarny krzyżyk · c6 – Czarne kółko · d6 – Czarny krzyżyk · e6 – Czarne kółko · a5 – Czarny krzyżyk · b5 – Czarne kółko · c5 – Czarne kółko · d5 – Czarne kółko · e5 – Czarny krzyżyk · a4 – Czarne kółko · b4 – Czarne kółko · c4 – Biały hetman · d4 – Czarne kółko · e4 – Czarne kółko · f4 – Czarne kółko · g4 – Czarne kółko · h4 – Czarne kółko · a3 – Czarny krzyżyk · b3 – Czarne kółko · c3 – Czarne kółko · d3 – Czarne kółko · e3 – Czarny krzyżyk · a2 – Czarne kółko · b2 – Czarny krzyżyk · c2 – Czarne kółko · d2 – Czarny krzyżyk · e2 – Czarne kółko · c1 – Czarne kółko · f1 – Czarne kółko | c8 – Czarne kółko · g8 – Czarne kółko · c7 – Czarne kółko · f7 – Czarne kółko · a6 – Czarne kółko · b6 – Czarny krzyżyk · c6 – Czarne kółko · d6 – Czarny krzyżyk · e6 – Czarne kółko · a5 – Czarny krzyżyk · b5 – Czarne kółko · c5 – Czarne kółko · d5 – Czarne kółko · e5 – Czarny krzyżyk · a4 – Czarne kółko · b4 – Czarne kółko · c4 – Biały hetman · d4 – Czarne kółko · e4 – Czarne kółko · f4 – Czarne kółko · g4 – Czarne kółko · h4 – Czarne kółko · a3 – Czarny krzyżyk · b3 – Czarne kółko · c3 – Czarne kółko · d3 – Czarne kółko · e3 – Czarny krzyżyk · a2 – Czarne kółko · b2 – Czarny krzyżyk · c2 – Czarne kółko · d2 – Czarny krzyżyk · e2 – Czarne kółko · c1 – Czarne kółko · f1 – Czarne kółko | c8 – Czarne kółko · g8 – Czarne kółko · c7 – Czarne kółko · f7 – Czarne kółko · a6 – Czarne kółko · b6 – Czarny krzyżyk · c6 – Czarne kółko · d6 – Czarny krzyżyk · e6 – Czarne kółko · a5 – Czarny krzyżyk · b5 – Czarne kółko · c5 – Czarne kółko · d5 – Czarne kółko · e5 – Czarny krzyżyk · a4 – Czarne kółko · b4 – Czarne kółko · c4 – Biały hetman · d4 – Czarne kółko · e4 – Czarne kółko · f4 – Czarne kółko · g4 – Czarne kółko · h4 – Czarne kółko · a3 – Czarny krzyżyk · b3 – Czarne kółko · c3 – Czarne kółko · d3 – Czarne kółko · e3 – Czarny krzyżyk · a2 – Czarne kółko · b2 – Czarny krzyżyk · c2 – Czarne kółko · d2 – Czarny krzyżyk · e2 – Czarne kółko · c1 – Czarne kółko · f1 – Czarne kółko | c8 – Czarne kółko · g8 – Czarne kółko · c7 – Czarne kółko · f7 – Czarne kółko · a6 – Czarne kółko · b6 – Czarny krzyżyk · c6 – Czarne kółko · d6 – Czarny krzyżyk · e6 – Czarne kółko · a5 – Czarny krzyżyk · b5 – Czarne kółko · c5 – Czarne kółko · d5 – Czarne kółko · e5 – Czarny krzyżyk · a4 – Czarne kółko · b4 – Czarne kółko · c4 – Biały hetman · d4 – Czarne kółko · e4 – Czarne kółko · f4 – Czarne kółko · g4 – Czarne kółko · h4 – Czarne kółko · a3 – Czarny krzyżyk · b3 – Czarne kółko · c3 – Czarne kółko · d3 – Czarne kółko · e3 – Czarny krzyżyk · a2 – Czarne kółko · b2 – Czarny krzyżyk · c2 – Czarne kółko · d2 – Czarny krzyżyk · e2 – Czarne kółko · c1 – Czarne kółko · f1 – Czarne kółko | c8 – Czarne kółko · g8 – Czarne kółko · c7 – Czarne kółko · f7 – Czarne kółko · a6 – Czarne kółko · b6 – Czarny krzyżyk · c6 – Czarne kółko · d6 – Czarny krzyżyk · e6 – Czarne kółko · a5 – Czarny krzyżyk · b5 – Czarne kółko · c5 – Czarne kółko · d5 – Czarne kółko · e5 – Czarny krzyżyk · a4 – Czarne kółko · b4 – Czarne kółko · c4 – Biały hetman · d4 – Czarne kółko · e4 – Czarne kółko · f4 – Czarne kółko · g4 – Czarne kółko · h4 – Czarne kółko · a3 – Czarny krzyżyk · b3 – Czarne kółko · c3 – Czarne kółko · d3 – Czarne kółko · e3 – Czarny krzyżyk · a2 – Czarne kółko · b2 – Czarny krzyżyk · c2 – Czarne kółko · d2 – Czarny krzyżyk · e2 – Czarne kółko · c1 – Czarne kółko · f1 – Czarne kółko | c8 – Czarne kółko · g8 – Czarne kółko · c7 – Czarne kółko · f7 – Czarne kółko · a6 – Czarne kółko · b6 – Czarny krzyżyk · c6 – Czarne kółko · d6 – Czarny krzyżyk · e6 – Czarne kółko · a5 – Czarny krzyżyk · b5 – Czarne kółko · c5 – Czarne kółko · d5 – Czarne kółko · e5 – Czarny krzyżyk · a4 – Czarne kółko · b4 – Czarne kółko · c4 – Biały hetman · d4 – Czarne kółko · e4 – Czarne kółko · f4 – Czarne kółko · g4 – Czarne kółko · h4 – Czarne kółko · a3 – Czarny krzyżyk · b3 – Czarne kółko · c3 – Czarne kółko · d3 – Czarne kółko · e3 – Czarny krzyżyk · a2 – Czarne kółko · b2 – Czarny krzyżyk · c2 – Czarne kółko · d2 – Czarny krzyżyk · e2 – Czarne kółko · c1 – Czarne kółko · f1 – Czarne kółko | c8 – Czarne kółko · g8 – Czarne kółko · c7 – Czarne kółko · f7 – Czarne kółko · a6 – Czarne kółko · b6 – Czarny krzyżyk · c6 – Czarne kółko · d6 – Czarny krzyżyk · e6 – Czarne kółko · a5 – Czarny krzyżyk · b5 – Czarne kółko · c5 – Czarne kółko · d5 – Czarne kółko · e5 – Czarny krzyżyk · a4 – Czarne kółko · b4 – Czarne kółko · c4 – Biały hetman · d4 – Czarne kółko · e4 – Czarne kółko · f4 – Czarne kółko · g4 – Czarne kółko · h4 – Czarne kółko · a3 – Czarny krzyżyk · b3 – Czarne kółko · c3 – Czarne kółko · d3 – Czarne kółko · e3 – Czarny krzyżyk · a2 – Czarne kółko · b2 – Czarny krzyżyk · c2 – Czarne kółko · d2 – Czarny krzyżyk · e2 – Czarne kółko · c1 – Czarne kółko · f1 – Czarne kółko | c8 – Czarne kółko · g8 – Czarne kółko · c7 – Czarne kółko · f7 – Czarne kółko · a6 – Czarne kółko · b6 – Czarny krzyżyk · c6 – Czarne kółko · d6 – Czarny krzyżyk · e6 – Czarne kółko · a5 – Czarny krzyżyk · b5 – Czarne kółko · c5 – Czarne kółko · d5 – Czarne kółko · e5 – Czarny krzyżyk · a4 – Czarne kółko · b4 – Czarne kółko · c4 – Biały hetman · d4 – Czarne kółko · e4 – Czarne kółko · f4 – Czarne kółko · g4 – Czarne kółko · h4 – Czarne kółko · a3 – Czarny krzyżyk · b3 – Czarne kółko · c3 – Czarne kółko · d3 – Czarne kółko · e3 – Czarny krzyżyk · a2 – Czarne kółko · b2 – Czarny krzyżyk · c2 – Czarne kółko · d2 – Czarny krzyżyk · e2 – Czarne kółko · c1 – Czarne kółko · f1 – Czarne kółko | 2 |
| 1 | c8 – Czarne kółko · g8 – Czarne kółko · c7 – Czarne kółko · f7 – Czarne kółko · a6 – Czarne kółko · b6 – Czarny krzyżyk · c6 – Czarne kółko · d6 – Czarny krzyżyk · e6 – Czarne kółko · a5 – Czarny krzyżyk · b5 – Czarne kółko · c5 – Czarne kółko · d5 – Czarne kółko · e5 – Czarny krzyżyk · a4 – Czarne kółko · b4 – Czarne kółko · c4 – Biały hetman · d4 – Czarne kółko · e4 – Czarne kółko · f4 – Czarne kółko · g4 – Czarne kółko · h4 – Czarne kółko · a3 – Czarny krzyżyk · b3 – Czarne kółko · c3 – Czarne kółko · d3 – Czarne kółko · e3 – Czarny krzyżyk · a2 – Czarne kółko · b2 – Czarny krzyżyk · c2 – Czarne kółko · d2 – Czarny krzyżyk · e2 – Czarne kółko · c1 – Czarne kółko · f1 – Czarne kółko | c8 – Czarne kółko · g8 – Czarne kółko · c7 – Czarne kółko · f7 – Czarne kółko · a6 – Czarne kółko · b6 – Czarny krzyżyk · c6 – Czarne kółko · d6 – Czarny krzyżyk · e6 – Czarne kółko · a5 – Czarny krzyżyk · b5 – Czarne kółko · c5 – Czarne kółko · d5 – Czarne kółko · e5 – Czarny krzyżyk · a4 – Czarne kółko · b4 – Czarne kółko · c4 – Biały hetman · d4 – Czarne kółko · e4 – Czarne kółko · f4 – Czarne kółko · g4 – Czarne kółko · h4 – Czarne kółko · a3 – Czarny krzyżyk · b3 – Czarne kółko · c3 – Czarne kółko · d3 – Czarne kółko · e3 – Czarny krzyżyk · a2 – Czarne kółko · b2 – Czarny krzyżyk · c2 – Czarne kółko · d2 – Czarny krzyżyk · e2 – Czarne kółko · c1 – Czarne kółko · f1 – Czarne kółko | c8 – Czarne kółko · g8 – Czarne kółko · c7 – Czarne kółko · f7 – Czarne kółko · a6 – Czarne kółko · b6 – Czarny krzyżyk · c6 – Czarne kółko · d6 – Czarny krzyżyk · e6 – Czarne kółko · a5 – Czarny krzyżyk · b5 – Czarne kółko · c5 – Czarne kółko · d5 – Czarne kółko · e5 – Czarny krzyżyk · a4 – Czarne kółko · b4 – Czarne kółko · c4 – Biały hetman · d4 – Czarne kółko · e4 – Czarne kółko · f4 – Czarne kółko · g4 – Czarne kółko · h4 – Czarne kółko · a3 – Czarny krzyżyk · b3 – Czarne kółko · c3 – Czarne kółko · d3 – Czarne kółko · e3 – Czarny krzyżyk · a2 – Czarne kółko · b2 – Czarny krzyżyk · c2 – Czarne kółko · d2 – Czarny krzyżyk · e2 – Czarne kółko · c1 – Czarne kółko · f1 – Czarne kółko | c8 – Czarne kółko · g8 – Czarne kółko · c7 – Czarne kółko · f7 – Czarne kółko · a6 – Czarne kółko · b6 – Czarny krzyżyk · c6 – Czarne kółko · d6 – Czarny krzyżyk · e6 – Czarne kółko · a5 – Czarny krzyżyk · b5 – Czarne kółko · c5 – Czarne kółko · d5 – Czarne kółko · e5 – Czarny krzyżyk · a4 – Czarne kółko · b4 – Czarne kółko · c4 – Biały hetman · d4 – Czarne kółko · e4 – Czarne kółko · f4 – Czarne kółko · g4 – Czarne kółko · h4 – Czarne kółko · a3 – Czarny krzyżyk · b3 – Czarne kółko · c3 – Czarne kółko · d3 – Czarne kółko · e3 – Czarny krzyżyk · a2 – Czarne kółko · b2 – Czarny krzyżyk · c2 – Czarne kółko · d2 – Czarny krzyżyk · e2 – Czarne kółko · c1 – Czarne kółko · f1 – Czarne kółko | c8 – Czarne kółko · g8 – Czarne kółko · c7 – Czarne kółko · f7 – Czarne kółko · a6 – Czarne kółko · b6 – Czarny krzyżyk · c6 – Czarne kółko · d6 – Czarny krzyżyk · e6 – Czarne kółko · a5 – Czarny krzyżyk · b5 – Czarne kółko · c5 – Czarne kółko · d5 – Czarne kółko · e5 – Czarny krzyżyk · a4 – Czarne kółko · b4 – Czarne kółko · c4 – Biały hetman · d4 – Czarne kółko · e4 – Czarne kółko · f4 – Czarne kółko · g4 – Czarne kółko · h4 – Czarne kółko · a3 – Czarny krzyżyk · b3 – Czarne kółko · c3 – Czarne kółko · d3 – Czarne kółko · e3 – Czarny krzyżyk · a2 – Czarne kółko · b2 – Czarny krzyżyk · c2 – Czarne kółko · d2 – Czarny krzyżyk · e2 – Czarne kółko · c1 – Czarne kółko · f1 – Czarne kółko | c8 – Czarne kółko · g8 – Czarne kółko · c7 – Czarne kółko · f7 – Czarne kółko · a6 – Czarne kółko · b6 – Czarny krzyżyk · c6 – Czarne kółko · d6 – Czarny krzyżyk · e6 – Czarne kółko · a5 – Czarny krzyżyk · b5 – Czarne kółko · c5 – Czarne kółko · d5 – Czarne kółko · e5 – Czarny krzyżyk · a4 – Czarne kółko · b4 – Czarne kółko · c4 – Biały hetman · d4 – Czarne kółko · e4 – Czarne kółko · f4 – Czarne kółko · g4 – Czarne kółko · h4 – Czarne kółko · a3 – Czarny krzyżyk · b3 – Czarne kółko · c3 – Czarne kółko · d3 – Czarne kółko · e3 – Czarny krzyżyk · a2 – Czarne kółko · b2 – Czarny krzyżyk · c2 – Czarne kółko · d2 – Czarny krzyżyk · e2 – Czarne kółko · c1 – Czarne kółko · f1 – Czarne kółko | c8 – Czarne kółko · g8 – Czarne kółko · c7 – Czarne kółko · f7 – Czarne kółko · a6 – Czarne kółko · b6 – Czarny krzyżyk · c6 – Czarne kółko · d6 – Czarny krzyżyk · e6 – Czarne kółko · a5 – Czarny krzyżyk · b5 – Czarne kółko · c5 – Czarne kółko · d5 – Czarne kółko · e5 – Czarny krzyżyk · a4 – Czarne kółko · b4 – Czarne kółko · c4 – Biały hetman · d4 – Czarne kółko · e4 – Czarne kółko · f4 – Czarne kółko · g4 – Czarne kółko · h4 – Czarne kółko · a3 – Czarny krzyżyk · b3 – Czarne kółko · c3 – Czarne kółko · d3 – Czarne kółko · e3 – Czarny krzyżyk · a2 – Czarne kółko · b2 – Czarny krzyżyk · c2 – Czarne kółko · d2 – Czarny krzyżyk · e2 – Czarne kółko · c1 – Czarne kółko · f1 – Czarne kółko | c8 – Czarne kółko · g8 – Czarne kółko · c7 – Czarne kółko · f7 – Czarne kółko · a6 – Czarne kółko · b6 – Czarny krzyżyk · c6 – Czarne kółko · d6 – Czarny krzyżyk · e6 – Czarne kółko · a5 – Czarny krzyżyk · b5 – Czarne kółko · c5 – Czarne kółko · d5 – Czarne kółko · e5 – Czarny krzyżyk · a4 – Czarne kółko · b4 – Czarne kółko · c4 – Biały hetman · d4 – Czarne kółko · e4 – Czarne kółko · f4 – Czarne kółko · g4 – Czarne kółko · h4 – Czarne kółko · a3 – Czarny krzyżyk · b3 – Czarne kółko · c3 – Czarne kółko · d3 – Czarne kółko · e3 – Czarny krzyżyk · a2 – Czarne kółko · b2 – Czarny krzyżyk · c2 – Czarne kółko · d2 – Czarny krzyżyk · e2 – Czarne kółko · c1 – Czarne kółko · f1 – Czarne kółko | 1 |
|   | a | b | c | d | e | f | g | h |   |

|   | a | b | c | d | e | f | g | h |   |
| 8 | c8 – Czarny goniec · e8 – Czarny król · f8 – Czarny goniec · b7 – Czarny pionek · c7 – Czarny pionek · e7 – Czarny pionek · f7 – Czarny pionek · g7 – Czarny pionek · c6 – Czarny skoczek · f6 – Czarny skoczek · a5 – Czarny pionek · d5 – Czarny pionek · h5 – Czarny pionek · d4 – Czarny hetman · a3 – Białe kółko · f3 – Białe kółko · b2 – Czarna wieża · g1 – Czarna wieża | c8 – Czarny goniec · e8 – Czarny król · f8 – Czarny goniec · b7 – Czarny pionek · c7 – Czarny pionek · e7 – Czarny pionek · f7 – Czarny pionek · g7 – Czarny pionek · c6 – Czarny skoczek · f6 – Czarny skoczek · a5 – Czarny pionek · d5 – Czarny pionek · h5 – Czarny pionek · d4 – Czarny hetman · a3 – Białe kółko · f3 – Białe kółko · b2 – Czarna wieża · g1 – Czarna wieża | c8 – Czarny goniec · e8 – Czarny król · f8 – Czarny goniec · b7 – Czarny pionek · c7 – Czarny pionek · e7 – Czarny pionek · f7 – Czarny pionek · g7 – Czarny pionek · c6 – Czarny skoczek · f6 – Czarny skoczek · a5 – Czarny pionek · d5 – Czarny pionek · h5 – Czarny pionek · d4 – Czarny hetman · a3 – Białe kółko · f3 – Białe kółko · b2 – Czarna wieża · g1 – Czarna wieża | c8 – Czarny goniec · e8 – Czarny król · f8 – Czarny goniec · b7 – Czarny pionek · c7 – Czarny pionek · e7 – Czarny pionek · f7 – Czarny pionek · g7 – Czarny pionek · c6 – Czarny skoczek · f6 – Czarny skoczek · a5 – Czarny pionek · d5 – Czarny pionek · h5 – Czarny pionek · d4 – Czarny hetman · a3 – Białe kółko · f3 – Białe kółko · b2 – Czarna wieża · g1 – Czarna wieża | c8 – Czarny goniec · e8 – Czarny król · f8 – Czarny goniec · b7 – Czarny pionek · c7 – Czarny pionek · e7 – Czarny pionek · f7 – Czarny pionek · g7 – Czarny pionek · c6 – Czarny skoczek · f6 – Czarny skoczek · a5 – Czarny pionek · d5 – Czarny pionek · h5 – Czarny pionek · d4 – Czarny hetman · a3 – Białe kółko · f3 – Białe kółko · b2 – Czarna wieża · g1 – Czarna wieża | c8 – Czarny goniec · e8 – Czarny król · f8 – Czarny goniec · b7 – Czarny pionek · c7 – Czarny pionek · e7 – Czarny pionek · f7 – Czarny pionek · g7 – Czarny pionek · c6 – Czarny skoczek · f6 – Czarny skoczek · a5 – Czarny pionek · d5 – Czarny pionek · h5 – Czarny pionek · d4 – Czarny hetman · a3 – Białe kółko · f3 – Białe kółko · b2 – Czarna wieża · g1 – Czarna wieża | c8 – Czarny goniec · e8 – Czarny król · f8 – Czarny goniec · b7 – Czarny pionek · c7 – Czarny pionek · e7 – Czarny pionek · f7 – Czarny pionek · g7 – Czarny pionek · c6 – Czarny skoczek · f6 – Czarny skoczek · a5 – Czarny pionek · d5 – Czarny pionek · h5 – Czarny pionek · d4 – Czarny hetman · a3 – Białe kółko · f3 – Białe kółko · b2 – Czarna wieża · g1 – Czarna wieża | c8 – Czarny goniec · e8 – Czarny król · f8 – Czarny goniec · b7 – Czarny pionek · c7 – Czarny pionek · e7 – Czarny pionek · f7 – Czarny pionek · g7 – Czarny pionek · c6 – Czarny skoczek · f6 – Czarny skoczek · a5 – Czarny pionek · d5 – Czarny pionek · h5 – Czarny pionek · d4 – Czarny hetman · a3 – Białe kółko · f3 – Białe kółko · b2 – Czarna wieża · g1 – Czarna wieża | 8 |
| 7 | c8 – Czarny goniec · e8 – Czarny król · f8 – Czarny goniec · b7 – Czarny pionek · c7 – Czarny pionek · e7 – Czarny pionek · f7 – Czarny pionek · g7 – Czarny pionek · c6 – Czarny skoczek · f6 – Czarny skoczek · a5 – Czarny pionek · d5 – Czarny pionek · h5 – Czarny pionek · d4 – Czarny hetman · a3 – Białe kółko · f3 – Białe kółko · b2 – Czarna wieża · g1 – Czarna wieża | c8 – Czarny goniec · e8 – Czarny król · f8 – Czarny goniec · b7 – Czarny pionek · c7 – Czarny pionek · e7 – Czarny pionek · f7 – Czarny pionek · g7 – Czarny pionek · c6 – Czarny skoczek · f6 – Czarny skoczek · a5 – Czarny pionek · d5 – Czarny pionek · h5 – Czarny pionek · d4 – Czarny hetman · a3 – Białe kółko · f3 – Białe kółko · b2 – Czarna wieża · g1 – Czarna wieża | c8 – Czarny goniec · e8 – Czarny król · f8 – Czarny goniec · b7 – Czarny pionek · c7 – Czarny pionek · e7 – Czarny pionek · f7 – Czarny pionek · g7 – Czarny pionek · c6 – Czarny skoczek · f6 – Czarny skoczek · a5 – Czarny pionek · d5 – Czarny pionek · h5 – Czarny pionek · d4 – Czarny hetman · a3 – Białe kółko · f3 – Białe kółko · b2 – Czarna wieża · g1 – Czarna wieża | c8 – Czarny goniec · e8 – Czarny król · f8 – Czarny goniec · b7 – Czarny pionek · c7 – Czarny pionek · e7 – Czarny pionek · f7 – Czarny pionek · g7 – Czarny pionek · c6 – Czarny skoczek · f6 – Czarny skoczek · a5 – Czarny pionek · d5 – Czarny pionek · h5 – Czarny pionek · d4 – Czarny hetman · a3 – Białe kółko · f3 – Białe kółko · b2 – Czarna wieża · g1 – Czarna wieża | c8 – Czarny goniec · e8 – Czarny król · f8 – Czarny goniec · b7 – Czarny pionek · c7 – Czarny pionek · e7 – Czarny pionek · f7 – Czarny pionek · g7 – Czarny pionek · c6 – Czarny skoczek · f6 – Czarny skoczek · a5 – Czarny pionek · d5 – Czarny pionek · h5 – Czarny pionek · d4 – Czarny hetman · a3 – Białe kółko · f3 – Białe kółko · b2 – Czarna wieża · g1 – Czarna wieża | c8 – Czarny goniec · e8 – Czarny król · f8 – Czarny goniec · b7 – Czarny pionek · c7 – Czarny pionek · e7 – Czarny pionek · f7 – Czarny pionek · g7 – Czarny pionek · c6 – Czarny skoczek · f6 – Czarny skoczek · a5 – Czarny pionek · d5 – Czarny pionek · h5 – Czarny pionek · d4 – Czarny hetman · a3 – Białe kółko · f3 – Białe kółko · b2 – Czarna wieża · g1 – Czarna wieża | c8 – Czarny goniec · e8 – Czarny król · f8 – Czarny goniec · b7 – Czarny pionek · c7 – Czarny pionek · e7 – Czarny pionek · f7 – Czarny pionek · g7 – Czarny pionek · c6 – Czarny skoczek · f6 – Czarny skoczek · a5 – Czarny pionek · d5 – Czarny pionek · h5 – Czarny pionek · d4 – Czarny hetman · a3 – Białe kółko · f3 – Białe kółko · b2 – Czarna wieża · g1 – Czarna wieża | c8 – Czarny goniec · e8 – Czarny król · f8 – Czarny goniec · b7 – Czarny pionek · c7 – Czarny pionek · e7 – Czarny pionek · f7 – Czarny pionek · g7 – Czarny pionek · c6 – Czarny skoczek · f6 – Czarny skoczek · a5 – Czarny pionek · d5 – Czarny pionek · h5 – Czarny pionek · d4 – Czarny hetman · a3 – Białe kółko · f3 – Białe kółko · b2 – Czarna wieża · g1 – Czarna wieża | 7 |
| 6 | c8 – Czarny goniec · e8 – Czarny król · f8 – Czarny goniec · b7 – Czarny pionek · c7 – Czarny pionek · e7 – Czarny pionek · f7 – Czarny pionek · g7 – Czarny pionek · c6 – Czarny skoczek · f6 – Czarny skoczek · a5 – Czarny pionek · d5 – Czarny pionek · h5 – Czarny pionek · d4 – Czarny hetman · a3 – Białe kółko · f3 – Białe kółko · b2 – Czarna wieża · g1 – Czarna wieża | c8 – Czarny goniec · e8 – Czarny król · f8 – Czarny goniec · b7 – Czarny pionek · c7 – Czarny pionek · e7 – Czarny pionek · f7 – Czarny pionek · g7 – Czarny pionek · c6 – Czarny skoczek · f6 – Czarny skoczek · a5 – Czarny pionek · d5 – Czarny pionek · h5 – Czarny pionek · d4 – Czarny hetman · a3 – Białe kółko · f3 – Białe kółko · b2 – Czarna wieża · g1 – Czarna wieża | c8 – Czarny goniec · e8 – Czarny król · f8 – Czarny goniec · b7 – Czarny pionek · c7 – Czarny pionek · e7 – Czarny pionek · f7 – Czarny pionek · g7 – Czarny pionek · c6 – Czarny skoczek · f6 – Czarny skoczek · a5 – Czarny pionek · d5 – Czarny pionek · h5 – Czarny pionek · d4 – Czarny hetman · a3 – Białe kółko · f3 – Białe kółko · b2 – Czarna wieża · g1 – Czarna wieża | c8 – Czarny goniec · e8 – Czarny król · f8 – Czarny goniec · b7 – Czarny pionek · c7 – Czarny pionek · e7 – Czarny pionek · f7 – Czarny pionek · g7 – Czarny pionek · c6 – Czarny skoczek · f6 – Czarny skoczek · a5 – Czarny pionek · d5 – Czarny pionek · h5 – Czarny pionek · d4 – Czarny hetman · a3 – Białe kółko · f3 – Białe kółko · b2 – Czarna wieża · g1 – Czarna wieża | c8 – Czarny goniec · e8 – Czarny król · f8 – Czarny goniec · b7 – Czarny pionek · c7 – Czarny pionek · e7 – Czarny pionek · f7 – Czarny pionek · g7 – Czarny pionek · c6 – Czarny skoczek · f6 – Czarny skoczek · a5 – Czarny pionek · d5 – Czarny pionek · h5 – Czarny pionek · d4 – Czarny hetman · a3 – Białe kółko · f3 – Białe kółko · b2 – Czarna wieża · g1 – Czarna wieża | c8 – Czarny goniec · e8 – Czarny król · f8 – Czarny goniec · b7 – Czarny pionek · c7 – Czarny pionek · e7 – Czarny pionek · f7 – Czarny pionek · g7 – Czarny pionek · c6 – Czarny skoczek · f6 – Czarny skoczek · a5 – Czarny pionek · d5 – Czarny pionek · h5 – Czarny pionek · d4 – Czarny hetman · a3 – Białe kółko · f3 – Białe kółko · b2 – Czarna wieża · g1 – Czarna wieża | c8 – Czarny goniec · e8 – Czarny król · f8 – Czarny goniec · b7 – Czarny pionek · c7 – Czarny pionek · e7 – Czarny pionek · f7 – Czarny pionek · g7 – Czarny pionek · c6 – Czarny skoczek · f6 – Czarny skoczek · a5 – Czarny pionek · d5 – Czarny pionek · h5 – Czarny pionek · d4 – Czarny hetman · a3 – Białe kółko · f3 – Białe kółko · b2 – Czarna wieża · g1 – Czarna wieża | c8 – Czarny goniec · e8 – Czarny król · f8 – Czarny goniec · b7 – Czarny pionek · c7 – Czarny pionek · e7 – Czarny pionek · f7 – Czarny pionek · g7 – Czarny pionek · c6 – Czarny skoczek · f6 – Czarny skoczek · a5 – Czarny pionek · d5 – Czarny pionek · h5 – Czarny pionek · d4 – Czarny hetman · a3 – Białe kółko · f3 – Białe kółko · b2 – Czarna wieża · g1 – Czarna wieża | 6 |
| 5 | c8 – Czarny goniec · e8 – Czarny król · f8 – Czarny goniec · b7 – Czarny pionek · c7 – Czarny pionek · e7 – Czarny pionek · f7 – Czarny pionek · g7 – Czarny pionek · c6 – Czarny skoczek · f6 – Czarny skoczek · a5 – Czarny pionek · d5 – Czarny pionek · h5 – Czarny pionek · d4 – Czarny hetman · a3 – Białe kółko · f3 – Białe kółko · b2 – Czarna wieża · g1 – Czarna wieża | c8 – Czarny goniec · e8 – Czarny król · f8 – Czarny goniec · b7 – Czarny pionek · c7 – Czarny pionek · e7 – Czarny pionek · f7 – Czarny pionek · g7 – Czarny pionek · c6 – Czarny skoczek · f6 – Czarny skoczek · a5 – Czarny pionek · d5 – Czarny pionek · h5 – Czarny pionek · d4 – Czarny hetman · a3 – Białe kółko · f3 – Białe kółko · b2 – Czarna wieża · g1 – Czarna wieża | c8 – Czarny goniec · e8 – Czarny król · f8 – Czarny goniec · b7 – Czarny pionek · c7 – Czarny pionek · e7 – Czarny pionek · f7 – Czarny pionek · g7 – Czarny pionek · c6 – Czarny skoczek · f6 – Czarny skoczek · a5 – Czarny pionek · d5 – Czarny pionek · h5 – Czarny pionek · d4 – Czarny hetman · a3 – Białe kółko · f3 – Białe kółko · b2 – Czarna wieża · g1 – Czarna wieża | c8 – Czarny goniec · e8 – Czarny król · f8 – Czarny goniec · b7 – Czarny pionek · c7 – Czarny pionek · e7 – Czarny pionek · f7 – Czarny pionek · g7 – Czarny pionek · c6 – Czarny skoczek · f6 – Czarny skoczek · a5 – Czarny pionek · d5 – Czarny pionek · h5 – Czarny pionek · d4 – Czarny hetman · a3 – Białe kółko · f3 – Białe kółko · b2 – Czarna wieża · g1 – Czarna wieża | c8 – Czarny goniec · e8 – Czarny król · f8 – Czarny goniec · b7 – Czarny pionek · c7 – Czarny pionek · e7 – Czarny pionek · f7 – Czarny pionek · g7 – Czarny pionek · c6 – Czarny skoczek · f6 – Czarny skoczek · a5 – Czarny pionek · d5 – Czarny pionek · h5 – Czarny pionek · d4 – Czarny hetman · a3 – Białe kółko · f3 – Białe kółko · b2 – Czarna wieża · g1 – Czarna wieża | c8 – Czarny goniec · e8 – Czarny król · f8 – Czarny goniec · b7 – Czarny pionek · c7 – Czarny pionek · e7 – Czarny pionek · f7 – Czarny pionek · g7 – Czarny pionek · c6 – Czarny skoczek · f6 – Czarny skoczek · a5 – Czarny pionek · d5 – Czarny pionek · h5 – Czarny pionek · d4 – Czarny hetman · a3 – Białe kółko · f3 – Białe kółko · b2 – Czarna wieża · g1 – Czarna wieża | c8 – Czarny goniec · e8 – Czarny król · f8 – Czarny goniec · b7 – Czarny pionek · c7 – Czarny pionek · e7 – Czarny pionek · f7 – Czarny pionek · g7 – Czarny pionek · c6 – Czarny skoczek · f6 – Czarny skoczek · a5 – Czarny pionek · d5 – Czarny pionek · h5 – Czarny pionek · d4 – Czarny hetman · a3 – Białe kółko · f3 – Białe kółko · b2 – Czarna wieża · g1 – Czarna wieża | c8 – Czarny goniec · e8 – Czarny król · f8 – Czarny goniec · b7 – Czarny pionek · c7 – Czarny pionek · e7 – Czarny pionek · f7 – Czarny pionek · g7 – Czarny pionek · c6 – Czarny skoczek · f6 – Czarny skoczek · a5 – Czarny pionek · d5 – Czarny pionek · h5 – Czarny pionek · d4 – Czarny hetman · a3 – Białe kółko · f3 – Białe kółko · b2 – Czarna wieża · g1 – Czarna wieża | 5 |
| 4 | c8 – Czarny goniec · e8 – Czarny król · f8 – Czarny goniec · b7 – Czarny pionek · c7 – Czarny pionek · e7 – Czarny pionek · f7 – Czarny pionek · g7 – Czarny pionek · c6 – Czarny skoczek · f6 – Czarny skoczek · a5 – Czarny pionek · d5 – Czarny pionek · h5 – Czarny pionek · d4 – Czarny hetman · a3 – Białe kółko · f3 – Białe kółko · b2 – Czarna wieża · g1 – Czarna wieża | c8 – Czarny goniec · e8 – Czarny król · f8 – Czarny goniec · b7 – Czarny pionek · c7 – Czarny pionek · e7 – Czarny pionek · f7 – Czarny pionek · g7 – Czarny pionek · c6 – Czarny skoczek · f6 – Czarny skoczek · a5 – Czarny pionek · d5 – Czarny pionek · h5 – Czarny pionek · d4 – Czarny hetman · a3 – Białe kółko · f3 – Białe kółko · b2 – Czarna wieża · g1 – Czarna wieża | c8 – Czarny goniec · e8 – Czarny król · f8 – Czarny goniec · b7 – Czarny pionek · c7 – Czarny pionek · e7 – Czarny pionek · f7 – Czarny pionek · g7 – Czarny pionek · c6 – Czarny skoczek · f6 – Czarny skoczek · a5 – Czarny pionek · d5 – Czarny pionek · h5 – Czarny pionek · d4 – Czarny hetman · a3 – Białe kółko · f3 – Białe kółko · b2 – Czarna wieża · g1 – Czarna wieża | c8 – Czarny goniec · e8 – Czarny król · f8 – Czarny goniec · b7 – Czarny pionek · c7 – Czarny pionek · e7 – Czarny pionek · f7 – Czarny pionek · g7 – Czarny pionek · c6 – Czarny skoczek · f6 – Czarny skoczek · a5 – Czarny pionek · d5 – Czarny pionek · h5 – Czarny pionek · d4 – Czarny hetman · a3 – Białe kółko · f3 – Białe kółko · b2 – Czarna wieża · g1 – Czarna wieża | c8 – Czarny goniec · e8 – Czarny król · f8 – Czarny goniec · b7 – Czarny pionek · c7 – Czarny pionek · e7 – Czarny pionek · f7 – Czarny pionek · g7 – Czarny pionek · c6 – Czarny skoczek · f6 – Czarny skoczek · a5 – Czarny pionek · d5 – Czarny pionek · h5 – Czarny pionek · d4 – Czarny hetman · a3 – Białe kółko · f3 – Białe kółko · b2 – Czarna wieża · g1 – Czarna wieża | c8 – Czarny goniec · e8 – Czarny król · f8 – Czarny goniec · b7 – Czarny pionek · c7 – Czarny pionek · e7 – Czarny pionek · f7 – Czarny pionek · g7 – Czarny pionek · c6 – Czarny skoczek · f6 – Czarny skoczek · a5 – Czarny pionek · d5 – Czarny pionek · h5 – Czarny pionek · d4 – Czarny hetman · a3 – Białe kółko · f3 – Białe kółko · b2 – Czarna wieża · g1 – Czarna wieża | c8 – Czarny goniec · e8 – Czarny król · f8 – Czarny goniec · b7 – Czarny pionek · c7 – Czarny pionek · e7 – Czarny pionek · f7 – Czarny pionek · g7 – Czarny pionek · c6 – Czarny skoczek · f6 – Czarny skoczek · a5 – Czarny pionek · d5 – Czarny pionek · h5 – Czarny pionek · d4 – Czarny hetman · a3 – Białe kółko · f3 – Białe kółko · b2 – Czarna wieża · g1 – Czarna wieża | c8 – Czarny goniec · e8 – Czarny król · f8 – Czarny goniec · b7 – Czarny pionek · c7 – Czarny pionek · e7 – Czarny pionek · f7 – Czarny pionek · g7 – Czarny pionek · c6 – Czarny skoczek · f6 – Czarny skoczek · a5 – Czarny pionek · d5 – Czarny pionek · h5 – Czarny pionek · d4 – Czarny hetman · a3 – Białe kółko · f3 – Białe kółko · b2 – Czarna wieża · g1 – Czarna wieża | 4 |
| 3 | c8 – Czarny goniec · e8 – Czarny król · f8 – Czarny goniec · b7 – Czarny pionek · c7 – Czarny pionek · e7 – Czarny pionek · f7 – Czarny pionek · g7 – Czarny pionek · c6 – Czarny skoczek · f6 – Czarny skoczek · a5 – Czarny pionek · d5 – Czarny pionek · h5 – Czarny pionek · d4 – Czarny hetman · a3 – Białe kółko · f3 – Białe kółko · b2 – Czarna wieża · g1 – Czarna wieża | c8 – Czarny goniec · e8 – Czarny król · f8 – Czarny goniec · b7 – Czarny pionek · c7 – Czarny pionek · e7 – Czarny pionek · f7 – Czarny pionek · g7 – Czarny pionek · c6 – Czarny skoczek · f6 – Czarny skoczek · a5 – Czarny pionek · d5 – Czarny pionek · h5 – Czarny pionek · d4 – Czarny hetman · a3 – Białe kółko · f3 – Białe kółko · b2 – Czarna wieża · g1 – Czarna wieża | c8 – Czarny goniec · e8 – Czarny król · f8 – Czarny goniec · b7 – Czarny pionek · c7 – Czarny pionek · e7 – Czarny pionek · f7 – Czarny pionek · g7 – Czarny pionek · c6 – Czarny skoczek · f6 – Czarny skoczek · a5 – Czarny pionek · d5 – Czarny pionek · h5 – Czarny pionek · d4 – Czarny hetman · a3 – Białe kółko · f3 – Białe kółko · b2 – Czarna wieża · g1 – Czarna wieża | c8 – Czarny goniec · e8 – Czarny król · f8 – Czarny goniec · b7 – Czarny pionek · c7 – Czarny pionek · e7 – Czarny pionek · f7 – Czarny pionek · g7 – Czarny pionek · c6 – Czarny skoczek · f6 – Czarny skoczek · a5 – Czarny pionek · d5 – Czarny pionek · h5 – Czarny pionek · d4 – Czarny hetman · a3 – Białe kółko · f3 – Białe kółko · b2 – Czarna wieża · g1 – Czarna wieża | c8 – Czarny goniec · e8 – Czarny król · f8 – Czarny goniec · b7 – Czarny pionek · c7 – Czarny pionek · e7 – Czarny pionek · f7 – Czarny pionek · g7 – Czarny pionek · c6 – Czarny skoczek · f6 – Czarny skoczek · a5 – Czarny pionek · d5 – Czarny pionek · h5 – Czarny pionek · d4 – Czarny hetman · a3 – Białe kółko · f3 – Białe kółko · b2 – Czarna wieża · g1 – Czarna wieża | c8 – Czarny goniec · e8 – Czarny król · f8 – Czarny goniec · b7 – Czarny pionek · c7 – Czarny pionek · e7 – Czarny pionek · f7 – Czarny pionek · g7 – Czarny pionek · c6 – Czarny skoczek · f6 – Czarny skoczek · a5 – Czarny pionek · d5 – Czarny pionek · h5 – Czarny pionek · d4 – Czarny hetman · a3 – Białe kółko · f3 – Białe kółko · b2 – Czarna wieża · g1 – Czarna wieża | c8 – Czarny goniec · e8 – Czarny król · f8 – Czarny goniec · b7 – Czarny pionek · c7 – Czarny pionek · e7 – Czarny pionek · f7 – Czarny pionek · g7 – Czarny pionek · c6 – Czarny skoczek · f6 – Czarny skoczek · a5 – Czarny pionek · d5 – Czarny pionek · h5 – Czarny pionek · d4 – Czarny hetman · a3 – Białe kółko · f3 – Białe kółko · b2 – Czarna wieża · g1 – Czarna wieża | c8 – Czarny goniec · e8 – Czarny król · f8 – Czarny goniec · b7 – Czarny pionek · c7 – Czarny pionek · e7 – Czarny pionek · f7 – Czarny pionek · g7 – Czarny pionek · c6 – Czarny skoczek · f6 – Czarny skoczek · a5 – Czarny pionek · d5 – Czarny pionek · h5 – Czarny pionek · d4 – Czarny hetman · a3 – Białe kółko · f3 – Białe kółko · b2 – Czarna wieża · g1 – Czarna wieża | 3 |
| 2 | c8 – Czarny goniec · e8 – Czarny król · f8 – Czarny goniec · b7 – Czarny pionek · c7 – Czarny pionek · e7 – Czarny pionek · f7 – Czarny pionek · g7 – Czarny pionek · c6 – Czarny skoczek · f6 – Czarny skoczek · a5 – Czarny pionek · d5 – Czarny pionek · h5 – Czarny pionek · d4 – Czarny hetman · a3 – Białe kółko · f3 – Białe kółko · b2 – Czarna wieża · g1 – Czarna wieża | c8 – Czarny goniec · e8 – Czarny król · f8 – Czarny goniec · b7 – Czarny pionek · c7 – Czarny pionek · e7 – Czarny pionek · f7 – Czarny pionek · g7 – Czarny pionek · c6 – Czarny skoczek · f6 – Czarny skoczek · a5 – Czarny pionek · d5 – Czarny pionek · h5 – Czarny pionek · d4 – Czarny hetman · a3 – Białe kółko · f3 – Białe kółko · b2 – Czarna wieża · g1 – Czarna wieża | c8 – Czarny goniec · e8 – Czarny król · f8 – Czarny goniec · b7 – Czarny pionek · c7 – Czarny pionek · e7 – Czarny pionek · f7 – Czarny pionek · g7 – Czarny pionek · c6 – Czarny skoczek · f6 – Czarny skoczek · a5 – Czarny pionek · d5 – Czarny pionek · h5 – Czarny pionek · d4 – Czarny hetman · a3 – Białe kółko · f3 – Białe kółko · b2 – Czarna wieża · g1 – Czarna wieża | c8 – Czarny goniec · e8 – Czarny król · f8 – Czarny goniec · b7 – Czarny pionek · c7 – Czarny pionek · e7 – Czarny pionek · f7 – Czarny pionek · g7 – Czarny pionek · c6 – Czarny skoczek · f6 – Czarny skoczek · a5 – Czarny pionek · d5 – Czarny pionek · h5 – Czarny pionek · d4 – Czarny hetman · a3 – Białe kółko · f3 – Białe kółko · b2 – Czarna wieża · g1 – Czarna wieża | c8 – Czarny goniec · e8 – Czarny król · f8 – Czarny goniec · b7 – Czarny pionek · c7 – Czarny pionek · e7 – Czarny pionek · f7 – Czarny pionek · g7 – Czarny pionek · c6 – Czarny skoczek · f6 – Czarny skoczek · a5 – Czarny pionek · d5 – Czarny pionek · h5 – Czarny pionek · d4 – Czarny hetman · a3 – Białe kółko · f3 – Białe kółko · b2 – Czarna wieża · g1 – Czarna wieża | c8 – Czarny goniec · e8 – Czarny król · f8 – Czarny goniec · b7 – Czarny pionek · c7 – Czarny pionek · e7 – Czarny pionek · f7 – Czarny pionek · g7 – Czarny pionek · c6 – Czarny skoczek · f6 – Czarny skoczek · a5 – Czarny pionek · d5 – Czarny pionek · h5 – Czarny pionek · d4 – Czarny hetman · a3 – Białe kółko · f3 – Białe kółko · b2 – Czarna wieża · g1 – Czarna wieża | c8 – Czarny goniec · e8 – Czarny król · f8 – Czarny goniec · b7 – Czarny pionek · c7 – Czarny pionek · e7 – Czarny pionek · f7 – Czarny pionek · g7 – Czarny pionek · c6 – Czarny skoczek · f6 – Czarny skoczek · a5 – Czarny pionek · d5 – Czarny pionek · h5 – Czarny pionek · d4 – Czarny hetman · a3 – Białe kółko · f3 – Białe kółko · b2 – Czarna wieża · g1 – Czarna wieża | c8 – Czarny goniec · e8 – Czarny król · f8 – Czarny goniec · b7 – Czarny pionek · c7 – Czarny pionek · e7 – Czarny pionek · f7 – Czarny pionek · g7 – Czarny pionek · c6 – Czarny skoczek · f6 – Czarny skoczek · a5 – Czarny pionek · d5 – Czarny pionek · h5 – Czarny pionek · d4 – Czarny hetman · a3 – Białe kółko · f3 – Białe kółko · b2 – Czarna wieża · g1 – Czarna wieża | 2 |
| 1 | c8 – Czarny goniec · e8 – Czarny król · f8 – Czarny goniec · b7 – Czarny pionek · c7 – Czarny pionek · e7 – Czarny pionek · f7 – Czarny pionek · g7 – Czarny pionek · c6 – Czarny skoczek · f6 – Czarny skoczek · a5 – Czarny pionek · d5 – Czarny pionek · h5 – Czarny pionek · d4 – Czarny hetman · a3 – Białe kółko · f3 – Białe kółko · b2 – Czarna wieża · g1 – Czarna wieża | c8 – Czarny goniec · e8 – Czarny król · f8 – Czarny goniec · b7 – Czarny pionek · c7 – Czarny pionek · e7 – Czarny pionek · f7 – Czarny pionek · g7 – Czarny pionek · c6 – Czarny skoczek · f6 – Czarny skoczek · a5 – Czarny pionek · d5 – Czarny pionek · h5 – Czarny pionek · d4 – Czarny hetman · a3 – Białe kółko · f3 – Białe kółko · b2 – Czarna wieża · g1 – Czarna wieża | c8 – Czarny goniec · e8 – Czarny król · f8 – Czarny goniec · b7 – Czarny pionek · c7 – Czarny pionek · e7 – Czarny pionek · f7 – Czarny pionek · g7 – Czarny pionek · c6 – Czarny skoczek · f6 – Czarny skoczek · a5 – Czarny pionek · d5 – Czarny pionek · h5 – Czarny pionek · d4 – Czarny hetman · a3 – Białe kółko · f3 – Białe kółko · b2 – Czarna wieża · g1 – Czarna wieża | c8 – Czarny goniec · e8 – Czarny król · f8 – Czarny goniec · b7 – Czarny pionek · c7 – Czarny pionek · e7 – Czarny pionek · f7 – Czarny pionek · g7 – Czarny pionek · c6 – Czarny skoczek · f6 – Czarny skoczek · a5 – Czarny pionek · d5 – Czarny pionek · h5 – Czarny pionek · d4 – Czarny hetman · a3 – Białe kółko · f3 – Białe kółko · b2 – Czarna wieża · g1 – Czarna wieża | c8 – Czarny goniec · e8 – Czarny król · f8 – Czarny goniec · b7 – Czarny pionek · c7 – Czarny pionek · e7 – Czarny pionek · f7 – Czarny pionek · g7 – Czarny pionek · c6 – Czarny skoczek · f6 – Czarny skoczek · a5 – Czarny pionek · d5 – Czarny pionek · h5 – Czarny pionek · d4 – Czarny hetman · a3 – Białe kółko · f3 – Białe kółko · b2 – Czarna wieża · g1 – Czarna wieża | c8 – Czarny goniec · e8 – Czarny król · f8 – Czarny goniec · b7 – Czarny pionek · c7 – Czarny pionek · e7 – Czarny pionek · f7 – Czarny pionek · g7 – Czarny pionek · c6 – Czarny skoczek · f6 – Czarny skoczek · a5 – Czarny pionek · d5 – Czarny pionek · h5 – Czarny pionek · d4 – Czarny hetman · a3 – Białe kółko · f3 – Białe kółko · b2 – Czarna wieża · g1 – Czarna wieża | c8 – Czarny goniec · e8 – Czarny król · f8 – Czarny goniec · b7 – Czarny pionek · c7 – Czarny pionek · e7 – Czarny pionek · f7 – Czarny pionek · g7 – Czarny pionek · c6 – Czarny skoczek · f6 – Czarny skoczek · a5 – Czarny pionek · d5 – Czarny pionek · h5 – Czarny pionek · d4 – Czarny hetman · a3 – Białe kółko · f3 – Białe kółko · b2 – Czarna wieża · g1 – Czarna wieża | c8 – Czarny goniec · e8 – Czarny król · f8 – Czarny goniec · b7 – Czarny pionek · c7 – Czarny pionek · e7 – Czarny pionek · f7 – Czarny pionek · g7 – Czarny pionek · c6 – Czarny skoczek · f6 – Czarny skoczek · a5 – Czarny pionek · d5 – Czarny pionek · h5 – Czarny pionek · d4 – Czarny hetman · a3 – Białe kółko · f3 – Białe kółko · b2 – Czarna wieża · g1 – Czarna wieża | 1 |
|   | a | b | c | d | e | f | g | h |   |

Amazonka

Amazonka (super-hetman) – nieortodoksyjna figura szachowa, która może poruszać się jednocześnie jak skoczek i hetman. Nazwa wzięła się stąd, że królowa (potoczne określenie hetmana w szachach) została niejako umieszczona na koniu (skoczku), przypominając tym samym amazonkę.
Amazonka występuje w różnych odmianach szachów, a także w różnych zadaniach szachowych. Kiedy występuje sama może być zamatowana jak król, ale może też chronić własnego króla jeśli go ma.

## Historia
Jeszcze w XV wieku hetman poruszał się jak w klasycznych szachach arabskich – o jedno pole na ukos. Uwagę na to zwróciła królowa Hiszpanii Izabela I Kastylijska. Nie spodobało się jej, że figura zwana królową jest słaba niczym pion i w rezultacie hetmanowi dano ruch gońca i wieży. Uczyniło to z niego potężną figurę. Wtedy niektórzy zaczęli wzbogacać go dodatkowo o ruch skoczka, lecz taki hetman się nie przyjął, gdyż atakowałby zbyt dużo pól naraz (Diagram 1), a w najgorszym przypadku zamatowałby króla bez pomocy innych bierek (gdy król jest na brzegu szachownicy).

### Maharadża i sipaje
Na końcu XIX wieku w Indiach powstała odmiana szachów zwana przez Anglików maharadża i sipaje. Jedną stroną była amazonka, a drugą zwykłe bierki. Biały gracz kładł maharadżę na dowolnym nieszachowanym polu i zaczynał grę. Sipajom nie było łatwo rozprawić się z maharadżą, gdyż w grze nie było roszady ani promocji.
Jest jednak sposób na wygranie z amazonką. Należy ustawić bierki w taki sposób, żeby jak najwięcej pól było pod szachem. Jedną z możliwości jest ta przedstawiona na Diagramie 2. Białe pola oznaczają dwa jedyne nieszachowane miejsca na szachownicy, po których amazonka będzie musiała naprzemiennie się posuwać. Aby uzyskać taki układ należy ruszać bierki jedynie po chronionych polach, dzięki czemu maharadża nie może ich zbić (inaczej byłby w macie). Wygląda to tak:
1. Sc6
2. Sf6
3. a5
4. h5
5. Wa6
6. Wh6
7. Wb6
8. Wg6
9. d5
10. Hd6
11. He5
12. Hd4
13. Wb2
14. Wg1

Teraz aby zamatować maharadżę trzeba tylko włączyć do walki gońce.

## Siła w grze
Amazonka może poruszać się w szesnastu niezależnych kierunkach i kontrolować (na planszy 8x8) do 35 pól, czyli ponad połowę dostępnego obszaru. Dla porównania, najsilniejsza figura występująca w klasycznych szachach (hetman) porusza się w ośmiu niezależnych kierunkach i atakuje do 27 pól. Z tego powodu skuteczność amazonki jest niezwykle wysoka. Jeżeli jeden z graczy ma amazonkę i króla, a drugi tylko króla, silniejsza strona przy optymalnej grze może dać mata w ciągu co najwyżej czterech posunięć (król i hetman mogą potrzebować dziesięciu). Końcówki: król i amazonka przeciw królowi i lekkiej figurze (goniec, skoczek) oraz król i amazonka przeciw królowi i wieży są łatwo wygrane dla silniejszej strony. Końcówka król i amazonka przeciw królowi i hetmanowi jest z reguły remisowa z powodu wiecznego szacha, ale zadanie strony broniącej się nie należy do łatwych. W przeciwieństwie do hetmana, amazonka (wsparta, co oczywiste, przez swojego króla) jest w stanie przełamać obronę, gdy strona słabsza ma króla i dwa skoczki.
Hetman z pomocą lekkiej figury jest słabszy od amazonki, a hetman z pomocą wieży ma nad nią lekką przewagę, co pozwala oceniać siłę tej nieortodoksyjnej figury na około 13 punktów w klasycznej skali (hetman – 9, wieża – 5, lekka figura – 3, pion – 1).